# 后宫如懿传
《後宮如懿傳》是中國作家流潋紫創作的長篇小說，亦是《后宫甄嬛传》電視版的續集（甄嬛傳原作為架空歷史）。小說以清朝的乾隆時期為背景，主角為乾隆的第二任皇后烏拉那拉氏（正史中繼皇后姓氏有爭議），同為描述後宮鬥爭，全書共六册，已全部出版完畢。
雖是《甄嬛傳》電視版續集，但《甄嬛傳》中的後宮人物出現不多，反倒是《甄嬛傳》中不曾出現的歷史上雍正真正嬪妃如謙妃、寧妃、懋嬪等人，在談話中有所提及。
此外，甄嬛傳前傳《德妃傳》終稿已完成

## 劇情簡介
各卷的描述文字，均摘錄自小說書本背後的簡介文。

### 第一卷
在後宫中，权位的高低永遠与自我的智慧挂钩，妳可以明争暗鬥，但不能有愛情。有愛卻要鬥，恰如那寒冷的冬季，只會一直冷到妳自己的心底。皇后姪女，烏拉那拉·青櫻的身分曾经为她带来无上的荣耀，讓她可以不屑四阿哥的地位。然而時間流轉，四阿哥弘历登基，鈕祜祿·甄嬛的一躍昇為聖母皇太后，讓後宮成為甄嬛的後宮，乌拉那拉·宜修則成為深宮怨婦，在景仁宮中非死不能出。青櫻，她為了姑母宜修而臣服於甄嬛，以求自保，並向太后求了新名“如懿”。又在新帝登基時表演，假裝自己與嫡福晉的富察氏交好。過往的輝煌让如懿芒刺在背，当日在潜邸时的囂張已不再行通，种种疑问、種種委屈只能忍下，去適應新的紫禁城。在无尽的时光裏，且看高晞月的跋扈、且看富察瑯嬅的威逼、且看蘇綠筠的愚昧老實，一次次的恥辱，如懿，如懿，寓意美好安静，然而一个如字，妳是否真的可以能後宫安寧……

### 第二卷
乾隆的後宫中捲起无數波澜暗涌，皇上故意讓女人恩宠枯荣、起起落落，讓妃嫔以為自己的命运就如同悬崖边的稻草，讓她們只能把皇帝對自己的寵愛排在第一。她是如懿，曾经的那個對愛新覺羅·弘曆趾高氣揚的青樱，敏感的身分让她更容易被皇上迷惑，陷入癡愛的陷阱。於內，如懿比其他嬪妃多了几分隐忍自持，得意时不敢自傲，朦朧中有他一句“如懿，你放心”，就能使她在夢中回味流離；於外，是非从来不肯饶過她，乾隆的妃嬪接二连三孕产不利，贴身侍女倒戈到皇后一派……被人这样精心设计，如何还有转圜机会？当初紧握她手的男人已不在身邊，當初她不放心的女人她卻想方設法的多看她一眼，等待如懿的将是无尽萧瑟的冷宫，只有海蘭，記得如懿的好，不嫌棄如懿的壞。纵使帝王之爱从来身不由己，但有了海蘭、有了凌雲徹，她心足矣。管皇上是巧合，抑或是報復；管她人是有苦衷，還是直接认命，如懿選擇绝地反击。另一邊，一名嬿婉如春的俏麗女子飛奔向凌雲徹，沒人知道，她將會擁有一顆比帝王還易变的毒心。如懿，如懿，看妳如何在波诡云谲的後宫中自保週全。

### 第三卷
有人说，在後宫裏，實力永远比真心来得牢靠。海蘭、純嬪恶意讓魏嬿婉去花房，富察皇后則命令金玉妍對她實施虐待，這名女子開始變坏，既然人人都在奉承乾隆、争做最耀眼的牡丹，那她魏嬿婉就要做御花园的掘土人，殺光一切罪人、摧毁这不公平的体制。从前，如懿她不信表面宣称爱一个人，私底下却会背叛她，因為乾隆亲口对她说过“定护妳週全”；转瞬，在冷宫煎熬的三年，她看到了世態炎涼，體會到了沒有特權就被人狠搾的痛楚；現在，如懿她相信了。就在如懿於重陽佳節中踏出冷宫的那日起，她不愿再做那个傻傻的恋爱脑的少女，被皇帝骗，还要爱皇帝。从曾经的贴身丫鬟阿箬，到骄傲跋扈的慧贵妃，再到老谋深算的富察皇后……她笑而不語的緊緊追查，讓阿箬、貴妃、皇后一个个的倒下，却发現真相越來越扑朔迷离。那一场场滴水不漏的冷酷阴谋里，到底是谁在运筹？谁在算计？谁才是幕后最大的得益？？嘉妃麼，舒嬪麼，慶貴人麼，還是太后，甚至是皇上自己？紅颜再美也终要凋谢，从一個受宠的侧福晋到受尽冷遇的娴妃，从一個冷宫的弃妇到尊贵无尚的皇贵妃……如懿，如懿，妳再往前一步，是嶽巒仙顶，或是斷壁悬崖？

### 第四卷
女人的心情如潮涨潮退，與別人在現實中對她的好壞無關。女人被人害了，她还可以继续信那个人；同样是女人，有人对她好，但她也可以残忍虐待这些好人。在全是女人的紫禁城中，十几年运筹帷幄的嘉贵妃孤注一掷，她还有多少手段？笑里藏刀的令妃越發心机深重，她还有多少诡计？如懿潛心念佛，卻被誣陷和西藏大師有染，惢心的腿就此殘廢；凌雲徹一生清白，卻被拉去接種生子，用完後差點遭到滅口。如懿從一场又一场滴水不漏的阴谋中逃出，也如愿以償還的坐上凤位，却因為乾隆的身體力不從心而日日如坐针毡。晉嬪的冷潮热讽、太后甄嬛的屡屡训斥，她只能隐忍。大部份嫔妃，只把孩子当做夺宠生子的工具，自己亲生骨肉的童年幸福，也不如给乾隆侍一下寝来得开心。但对魏嬿婉来说，是為母則剛，純潔善良的嬰兒是她孤苦时光的抚慰，也让她下决心要为她建立一个光明的环境，把所有坏人赶尽杀绝。而如懿呢？她表面是要亲情，但她最想要的还是爱情，她多希望皇上對她承诺過的“此生长久，不相欺、不相负”可以實現。看舒妃的那一把火，看玫嫔的那一碗药……此生最是意难平，却屡屡错付真心。如懿，如懿，妳可知嶽巒仙顶之上，又來潑天盆雨？

### 第五卷
如懿在愛情上失敗，讓她更珍惜海蘭、凌雲徹和女儿，並且如懿再度怀孕，在这翡翠玉砌的紫禁城中她可以衣食無憂，免除一般平民百姓為討生活的痛苦。不過在每一个转角又都暗藏着杀机，疯狗大闹御花园、五公主璟兕命陨、忻嫔早产、六公主夭亡，一切线索皆指向金玉妍，这朵如同灼灼烈火般的长白山扶桑花，一生机关算尽、步步为营，最终却落得惨淡下场。令妃強勢崛起，原来後宫女人的一生，可以用才華逆天改命。衛嬿婉用後天的努力、用對創作的熱忱、用提高到極致的才藝、用沉浸於自我世界的專注力，硬生生地打敗了等待皇上的“被動”，讓自己活出了其他女人不敢活出的快樂。宫中的日子，总是在归於平静的时候又突然风雨再起，接生嬷嬷令新生儿窒息、皇帝听信天象谗言、漢族女子大耍蒙古騎射、凌雲徹的妻子指正如懿姦情，究竟还多少人谁想置她於死地？難道是……？大大咧咧的恂嬪為何辱罵皇上的生母是李金桂？豫妃為何趁夜刺殺如懿的兒子？令妃如何操縱和敬公主為自己賣命？而从新疆天山出来的寒香見又会掀起千層波澜？如懿，如懿，妳还要行過多少崎岖远途，攀越多少山重水複才能獲得幸福？

### 第六卷
这偌大的紫禁城，红墙彫欄撐起了四方的天，瓊樓璃瓦围起了自由的心。琅嬅、晞月、玉妍、海蘭、綠筠、婉茵、蕊姬、意歡、纓絡、湄若、藍曦、艷拂、香見，如懿自己，還有嬿婉，如流水仙荷一般的女人，一生最好的年岁便浪費在这長滿青苔的破磚上，在後宮的长街中迂回。歷史書不理会她们各自的心事凋落，那个叫乌拉那拉氏的女子，一路颠沛走来，得后位，得荣光，以为年少渴盼的親愛相许已然得到，却是镜花水月、明明成空。她到現在才看清，不管是不是帝王家，花心的男人就是會刺痛女人的双眼。錦繡銀罗的比甲是勇气，紫金絳紗的長袍是温暖，如懿和海蘭一起撑起灰败的内心，真心姐妹間的扶持，比討好男人來的痛快，真希望就這樣安安心心的走下去，女人和女人一起……。她對皇上的爱已經不見，那个曾經眉目清澈的少年，現在已經滿身污臭、齷齪不堪，记忆中乾隆在她耳邊轻唤的那一声“青樱”，現在只會令她撅胃嘔心。人類對愛情最執著的年岁，丢不开、捨不得；一輩子對理想最熱情的衝動，忘不掉、回不去。如懿，如懿，来生，妳會可做一次平凡女性？

## 歷史簡介
雍正在位时，把烏拉那拉氏赐给弘历為侧福晋。弘历即位后封她为娴妃。乾隆十年正月二十三日被封为娴贵妃。乾隆十三年三月孝贤皇后富察氏死后，中宫之位悬缺。当时弘历三十八岁，正值中年，崇庆皇太后钮祜禄氏对于后宫无皇后之事相当关心，见娴贵妃端庄惠下，有母仪之风，劝皇上立娴贵妃为皇后。乾隆因与孝贤皇后婚配多年，感情深厚，乾隆觉得孝贤皇后刚去世不久，尚在大丧期间就册立新后，于心不忍，但为了不违背皇太后的旨意，他采取了一个折衷办法，先在乾隆十三年七月把娴贵妃晋封为皇贵妃，摄六宫事（即代替皇后掌管六宫大小事务），暂代行皇后职务，等到孝贤皇后的丧期过后，于乾隆十五年八月初二日正式将其册立为新皇后。册立礼刚举行过半个月，那拉皇后就陪着皇帝展谒祖陵、西巡嵩洛、五台山进香，又下江南巡视。那拉氏春风得意，荣耀非常。乾隆十七年，生皇十二子永璂，次年生皇五女，二十年又生下皇十三子永璟。当时的那拉氏皇恩优渥，倍受宠幸。
乾隆三十年正月，那拉皇后陪乾隆皇帝第四次南巡。这次南巡成了那拉皇后命运的转折点，南巡初期，一切都很正常，在途中，皇帝还为她庆祝四十八岁千秋。闰二月十八日，他们来到杭州，在风景秀丽的“蕉石鸣琴”进早膳时，皇帝还赏赐给皇后许多膳品，但到了当天晚上进晚膳时，皇后就没有再露面，陪着皇帝进晚膳的只有当时还是令贵妃的魏佳氏、庆妃陆氏、和容嫔和卓氏，此后，皇后再也没有露过面。后来才知道，在闰二月十八日那天，乾隆派额驸福隆安把皇后由水路送回京师，南巡结束，回到京师不久，乾隆帝即下令收回皇后手中的四份册宝，即皇后一份、皇贵妃一份、娴贵妃一份、娴妃一份，裁减了她手下的部份佣人，到了七月份，那拉皇后手下只剩两名宫女，按清宫制度，只有后妃中最低一级的答应才有两名宫女，第二年七月十四日，那拉氏默默离开人世，终年四十九岁，乾隆同时传旨，命丧葬仪式下降一级，即等同于皇貴妃的的制度举行，当年九月二十八日葬入裕陵妃园寝。
到底那拉皇后做了什么事让乾隆立即送她回京师和收回她的四份册宝呢？據說那拉皇后忽然自己剪发，在满族的习俗里头这是最忌讳的，只在皇太后、皇帝驾崩时，皇后才可以剪发，当时的皇太后、皇帝都还健在，那拉皇后却突然剪发，无疑是在诅咒他们一样。当时的一些传闻说皇后随驾南巡，触犯了龙颜，只得削发为尼，出家到杭州寺庵之中。另外，据有的史书记载，那拉皇后随乾隆南巡来到杭州后，乾隆曾深夜换上便服登岸游玩。皇后再三劝谏，甚至哭着劝谏，乾隆不仅不听，反而说皇后精神不正常，派人将她送回京师。乾隆是中国史上著名的风流天子，他模仿他的祖父康熙不断南巡，目的不但是贪恋江南美景，更可趁机寻花问柳。据说他南巡时就曾在清江浦得到一个昭容的女伶，带在身边，后来又特命用钿车锦幰送回扬州，还赐给她玉如意、粉盝、金瓶、绿玉簪、赤瑛、玉杯、珠串等。还有一个女伶名叫雪如，也是美貌多姿，乾隆南巡时又看上她，加入行幄，颇受眷顾。事后，雪如特地在上衣肩头绣上一条小团龙，并且对人说，乾隆皇帝曾经用手抚摩过她的肩膀，因此特绣小龙，以志宠异。
在《东华续录》乾隆朝卷二十二中的一道谕旨中说“皇后自册立以来尚无失德，去年春，朕恭奉皇太后巡幸江浙，正承欢洽庆之时，皇后性忽改常，于皇太后前不能恪守孝道。比至杭州，则举动尤乖正理，迹类疯迷。因令先其回京，在宫调摄。经今一载有余，病势日剧，遂尔庵逝。此实皇后福分浅薄，不能仰承圣母慈眷，长受朕恩礼所致。若论其行事乖违，即予以废黜，亦理所当然，朕仍存其位号，已为格外优容。但饰终典礼不便复循孝贤皇后大事办理。所有丧仪止可照皇贵妃例行。 ”那拉氏一向温柔婉顺，淑慎贤明，夙娴礼教，她出身满洲，在宫中生活了三十多年，她会不知道什么是国家大忌吗？究竟受了什么重大刺激，会把这位温顺懂礼的皇后逼到不顾触犯国俗大忌，甚至发疯的地步？野史中的传说不能说是空穴来风、无中生有。
在那拉皇后过世之后，当时乾隆在木兰围场打猎，听到皇后病故的消息，只命那拉皇后的儿子永璂回宫。当时有个叫李玉鸣的御史上疏，请依皇后礼举丧，结果竟被谪伊犁。十二年后，又有一个名叫金从善的书生，上书乾隆皇帝，谈到立后之事。乾隆还为此发怒道：“那拉氏本是我即位前的侧福晋。我即位后，因孝贤皇后病逝，她才循序由皇贵妃又立为皇后。后来她自犯过失，我对她一直优容。国俗最忌剪发，她却悍然不顾，我仍然忍隐，不行废斥。她病死后，也只是减其仪等，并未削去皇后名号。我处理此事已经仁至义尽，况且从此未再立皇后。金从善竟想让我下诏罪已，我有何罪应当自责？他又提出让我立皇后。我如今已经六十八岁，岂有再册立中宫皇后的道理！”竟因此将金从善处斩，从此之后，就没有人再敢提及那拉皇后。
实际上，那拉皇后的丧礼比皇贵妃的级别还要低，按皇贵妃的丧仪规定，每日应有大臣、公主、命妇齐集举哀、行礼一项，在那拉皇后的丧事中被取消。那拉皇后既未附葬裕陵，也未单建陵寝，却葬在妃园寝内。更有甚者，按惯例，凡葬在妃园寝内的，无论地位有多低，都各自为券，而那拉皇后却被塞进純惠皇貴妃的地宫，位于一侧，堂堂的皇后反倒變成皇贵妃的下属。清制：凡妃、贵妃、皇贵妃死后都设神牌，供放在园寝享殿内，祭礼时在殿内举行，而嬪、贵人、常在、答应则不设神牌，祭祀时，把供品桌抬到宝顶前的月台上。而那拉皇后即不设神牌，死后也无祭享，入葬以后也只字不提，比民间百姓的葬礼还不如。

## 角色

### 大清后妃
清朝後宮總分為九個等級－

主位：皇后一位、皇貴妃一位、貴妃兩位、妃四位、嬪六位。

非主位，無單獨宮殿，無定數：貴人、常在、答應、官女子。
| 角色                            | 居住宮殿                                | 簡介 | 與史實之出入／備註 |
| 富察·琅嬅                       | 长春宫 天地一家春（於圓明園的居處）     | 寶親王嫡福晋→皇后→孝賢皇后（追諡） 老謀深算，看重皇后之位 不懂藥理 察哈爾總管李榮保之女，大學士馬齊之侄女，傅恆之姊 名字有「琅嬛福地，女中光華」之意 如懿被分配到延禧宮，為其建議 與高晞月長期被金玉妍暗中利用為替死鬼做盡壞事，令所有人都誤以為這些事全是她們所為 曾賞賜如懿與高晞月加了零陵香的玉鐲，令其無法生育（金玉妍獻計） 使擷芳殿的宮人苛待大阿哥和寵溺三阿哥 前期有意無意打壓如懿，常常挑撥高晞月對如懿之憎恨，後來更與其陷害之 王欽被除後，開始設下連環計對付如懿 先是安排毒蛇於景陽宮，收買阿箬引如懿到景陽宮，繼而令黃綺澐搬到延禧宮（典藏版中改為玉妍在彩繪中放入蛇莓等到快到驚蟄時正好可以引得毒蛇出沒進入怡嬪殿中） 再透過魚蝦、紅蘿炭、紅燭等不同渠道令黃綺澐積累水銀毒（典藏版中改為由玉妍向素練獻計，素練再以琅嬅的名義吩咐高晞月下毒，琅嬅毫不知情） 與高晞月利用害至玫貴人產下雙性人及怡貴人胎兒不保一事陷害如懿令其被廢及打入冷宮 如懿復位後因向高睎月揭發玉鐲裏的秘密，而被其秘密於皇上面前揭發自己多年罪行 曾於乾隆患疥瘡時無微不至照料，因此復寵 於第三卷南巡時因有人在船上塗了桐油（疑為白蕊姬）令其不小心落水，又疑心病發，哀哀病逝（典藏版清楚表示蕊姬和玉妍聯手設計使琅嬅落水） 臨死前被乾隆迫認多年惡行，但卻對毒害富察諸瑛、怡貴人的蛇、給如懿下毒三事矢口否認 曾向皇帝舉薦純貴妃為繼后 為皇長女、二阿哥永璉、皇三女固倫和敬公主璟瑟、七阿哥永琮之生母 | 歷史上孝賢皇后以賢德著稱，為清代著名賢后，這亦是書中富察琅嬅對外形象 |
| 富察·琅嬅                       | 长春宫 天地一家春（於圓明園的居處）     | 典藏版中相對無辜單純，大部分加害主角之事也被移接到其他人身上或因被人所唆擺而為之 使擷芳殿的宮人苛待大阿哥和寵溺三阿哥之事改為由素練隱暪琅嬅而擅作主張所做的事 對於安排毒蛇、以水銀令怡嬪中毒流產毫不知情 因誤會如懿撫養永璜有奪嫡之心，更誤會如懿咒死永璉，所以在如懿入冷宮後加以挫磨 的確以為玫嬪誕下雙性嬰兒一事為如懿所為 對於海蘭飲食中加入開胃藥一事毫不知情 臨死前除了否認毒害富察諸瑛外也對冷宮鬧蛇和如懿中砒霜之事矢口否認 | 歷史上孝賢皇后以賢德著稱，為清代著名賢后，這亦是書中富察琅嬅對外形象 |
| 烏拉那拉·如懿 （烏拉那拉·青櫻） | 延禧宮 冷宮 翊坤宮                      | 寶親王側福晉（青福晉）→嫻妃→嫻貴人→庶人→嫻妃→嫻貴妃→皇貴妃→皇后→翊坤宮娘娘 孝敬憲皇后、景仁宫皇后之姪女 佐領那爾布之女，有一弟一妹和一位被其形容為綿裏針又得父親寵愛的庶出妹妹 喜愛梅花，尤其綠梅 曾被景仁宮皇后試圖指婚於三阿哥弘時，但由於弘時無意思娶她而作罷，此後為如懿不堪回首的回憶 根據前傳後宮甄嬛傳電視劇版，因景仁宮皇后希望她起碼當個格格留在弘時身邊，於是出言不遜諷刺景仁宮皇后再不濟也是個側福晉而被景仁宮皇后改賜為弘曆之側福晉 對弘曆一見傾心 在王府時期替珂里葉特·海蘭出頭爭取應有之名份，自始成為最親密之同伴 於王府之位分本應位居第二在側福晉高晞月之上。但弘曆繼位，位分卻與格格富察·諸瑛等同及高晞月之下位居第三 於冊封為嫻妃當晚去了景仁宮見景仁宮皇后，為免事後被人揭發而自己即時到壽康宮向太后請罪，為求自保而向太后求得新名「如懿」，寓意美好安靜 曾被誣陷以白丹花害白蕊姬差點毀容，後因海蘭替如懿佐證其身邊沒有白花丹而被還以清白 被皇后賞賜加了零陵香的鐲子，長年佩戴因而無孕，後來於冷宮因不小心讓玉鐲落地，其中兩粒掉到地上摔碎而發現其中玄機 透過蓮心除去王欽後，被富察·琅嬅設下連環計 被富察·琅嬅及高晞月利用她們透過水銀害至玫貴人產下雙性人及怡貴人四月胎兒不保一事陷害，導致其被降貴人及幽禁延禧宮 因太后為了避免有人再欲加害如懿，因此再把如懿降為庶人並打入冷宮 於冷宮第一次遇見凌雲徹，初時有著收買關係，後來相識相知 於吉太嬪一事而開始得到走出冷宮的希望，後來自行服毒而引來皇帝親自把她抱出冷宮，亦決心東山再起 索綽倫·阿箬為其陪嫁侍女，但亦因之背叛而被打入冷宮，復位後將之施以貓刑，並打入冷宮 於大阿哥死後不久被立為皇后 被皇帝認為溫柔而帶清爽剛氣 被算出與皇后之位有命無運 與魏嬿婉有三分相似 遭到富察·琅嬅、高晞月、魏嬿婉、金玉妍、黃綺澐、索綽倫·阿箬、博爾濟吉特·厄音珠、茂倩怨恨 第三胎十三阿哥被魏嬿婉密令田嬷嬷接生時絞殺，後乾隆因欽天監說如懿不祥而開始被疏遠 揭發了博爾濟吉特·厄音珠用涼藥固寵，致其被幽禁永和宮。後被其與茂倩合謀誣衊與凌雲徹有私，後雖證明自身清白，但卻被乾隆疑心 察覺到凌雲徹喜歡自己，但因心裏只有弘曆，而屢屢對凌雲徹暗示以令其死心 被魏嬿婉指使茂倩與趙九霄誣陷害八阿哥落馬 因凌雲徹被閹而開始和皇帝之關係急速變差 由於皇帝的薄情，致使其最終對皇帝心灰意冷，於南巡途中與皇帝爭執，斷髮乃滿人國喪或哀悼已去的人，於是以斷髮致已然不在的弘曆和青櫻 斷髮後被皇帝視為瘋婦，命福靈安將其送回宮中，並禁足於翊坤宮 深愛皇上，但最終明白自己喜歡的是當年的弘曆而不是現在面前的乾隆 幽禁翊坤宮不久患上癆症，命不久矣 最後以匕首自戕，此前引來魏嬿婉和穎妃，令穎妃疑心魏嬿婉殺害自己，由此埋下皇帝殺魏嬿婉的種子 後來於魏嬿婉垮台洗刷冤屈，但乾隆因認為如懿希望自由自在不被宮中所有事約束，於是始終沒有復其位分，認為這樣也許是放了她 如懿之後，皇帝下令選秀不再選烏拉那拉氏，讓烏拉那拉氏後人都可以以平凡夫妻的身份活下去 撫養大阿哥永璜（被廢前）、五阿哥永琪 十二阿哥永璂、皇五女固倫和宜公主璟兕、十三阿哥永璟之生母 | 繼皇后那拉氏並未曾降為貴人及至庶人 小說中那拉氏與乾隆爭執後被乾隆以跡類瘋迷為由令傅恆長子福靈安將之送回京師，但史實上，護送那拉皇后返回京師之人實乃傅恆次子和碩和嘉公主額駙福隆安 但因繼皇后在乾隆帝南巡時斷髮，被乾隆帝下令抹除所有歷史痕跡，所以不知她是烏拉那拉還是輝發那拉，所以只會用那拉氏來稱呼 |
| 高晞月                          | 咸福宮 韶景軒（於圓明園的居處）         | 寶親王庶福晉（高格格）→寶親王側福晉（月福晉）→慧貴妃→皇貴妃→慧賢皇貴妃（追諡） 本溫厚善良，後來露出驕傲跋扈之真本性 高斌之女 有血瘀之症，天生孱弱 本為格格，後為側福晉，位分於富察·琅嬅與如懿之下，但弘曆繼位大封六宮時成為貴妃為後宮第二 乾隆初登基時家族被賜姓高佳氏 依附富察琅嬅 前期打壓如懿，後來更陷害之 前期冠寵六宮，後來隆恩漸淡 故事初期，指使香雲出首污衊海蘭偷盜，並借意對其動用私刑加以羞辱 典藏版中聯合王欽陷害如懿散播玫嬪誕下鬼胎的流言，企圖奪回永璜但失敗 與琅嬅利用玫貴人誕下雙性人及怡貴人小產之事陷害如懿令其被廢及打入冷宮 阿箬死後，被如懿設計以其鬼魂令之心身驚恐，每晚不得安寧，並因此弄得滿寢宮神佛，以一切方法祈求驅鬼 雙喜被嚴刑拷問後，被皇帝冷落至死，一直不相見 完全失寵後，被琅嬅作踐，減低了生活水平 被太后和皇帝設計，原有的氣虛血瘀之症愈發嚴重，致使身體孱弱 與如懿長年佩戴皇后所賞而且加了零陵香的玉鐲，因而難有身孕，臨死前因如懿告之而得悉 臨死前向皇上揭發富察皇后多年惡行（典藏版中包括安撫阿箬背叛如懿、冷宮毒蛇、重陽冷宮失火、苛待大阿哥和寵溺三阿哥、愉嬪難產、如懿砒霜中毒、零陵香玉鐲之事） 因恨皇帝之薄情，最後一次見面時以墊褥和鵝羽墊子令之其後得上疥瘡，亦間接令如懿染上 臨終被封皇貴妃 於第三卷病歿 | 故事表示高晞月於王府的位分比如懿低，初為格格後晉為側福晉。但歷史上慧賢皇貴妃初為使女，後被清世宗雍正帝超拔為寶親王側福晉，更重要的是她於雍正十二年三月初一入府，而繼皇后則為雍正十二年十月，比繼皇后烏拉那拉氏入府早七個月 慧賢皇貴妃初封貴妃，並沒有以慧為徽號 慧賢皇貴妃一族於嘉慶二十三年才被抬姓高佳氏，而非乾隆元年 |
| 高晞月                          | 咸福宮 韶景軒（於圓明園的居處）         | 原版雖囂張跋扈，但爲人簡單，易被富察琅嬅唆擺。但於典藏版中雖同樣囂張跋扈，但更聰明並善於心計，更懂得利用富察琅嬅達到目的 與金玉妍各自於富察琅嬅不知情的情況下以其名義做了不少事 典藏版中先託阿瑪高斌威逼利誘阿箬的阿瑪桂鐸與扣押其兄弟，讓阿箬叛變，嫁禍如懿。再自告奮勇告訴琅嬅該從日常飲食起居調查玫嬪怡嬪胎兒之事 說動皇后把寒涼的食物加進如懿的飯菜裡、指示雙喜擺弄毒蛇加害如懿、指使雙喜借煙火火燒冷宮（但原版裏卻對雙喜會弄蛇的能力全然不知，反而是富察琅嬅和金玉妍在其不知情的情況下利用雙喜弄蛇。而且把寒涼的食物加進如懿的飯菜裡亦是出於富察琅嬅本意） | 故事表示高晞月於王府的位分比如懿低，初為格格後晉為側福晉。但歷史上慧賢皇貴妃初為使女，後被清世宗雍正帝超拔為寶親王側福晉，更重要的是她於雍正十二年三月初一入府，而繼皇后則為雍正十二年十月，比繼皇后烏拉那拉氏入府早七個月 慧賢皇貴妃初封貴妃，並沒有以慧為徽號 慧賢皇貴妃一族於嘉慶二十三年才被抬姓高佳氏，而非乾隆元年 |
| 珂里葉特·海蘭                   | 咸福宮 延禧宮                           | 寶親王府繡娘→寶親王庶福晉（海格格）→海常在→海貴人→愉嬪→愉妃 聰明機智，比任何人都看得通透，對皇帝毫無感情 被革員外郎額爾吉圖之女 小時候母親不能忍受父親喜歡上別的女子，彼此爭執之時母親失手刺死父親，最後母親悲憤自盡。並經此事再也不相信情愛 自小被寄養在伯父家長大 本是寶親王王府一名繡娘，後來因一晚弘曆闖進她的屋子而改寫一生，但由於弘曆的不負責任而成為王府格格一眾笑柄，只有青櫻亦即如懿出頭討回一個格格的名份 如懿在後宮裏唯一真心的同伴 為常在時居咸福宮，被侍女香雲誣陷偷了高晞月的炭火，被高晞月以受審為名百般羞辱，後來被還以清白後搬離咸福宮，精神大受打擊，幾近崩潰 與如懿非常要好，在怡貴人誤會如懿害死其腹中胎兒而以銀釵刺向她時，海蘭伸手擋住釵尖而傷及手臂 如懿被廢入冷宮後時常去探望，並約定十日放一次風箏以示平安 於一次放風箏剛剛遇上因二阿哥病重而憂心的富察琅嬅、高晞月和阿箬，被她們羞辱雨中罰跪後大病一場 大病過後決心振作，引得皇帝青睞 令綠筠明白到琅嬅令到其子永璋嬌生慣養，繼而慫恿她把永璉的被子偷換成自己以蘆葦花絮所制的福壽枕被，致使其被悶死 曾因魏嬿婉與如懿相像又被皇帝看中而借意讓綠筠以相剋理由將其發配至花房 於懷孕時自服毒物（朱砂與水銀），證明身處冷宮如懿的清白 於懷孕時被富察琅嬅在安胎藥中加入開胃的藥，吃的過多發胖太快，因此身上長滿了醜陋的紋路（妊娠紋），也導致生產時胎兒過大（典藏版中真兇乃金玉妍並非富察琅嬅） 生産時被玉妍指使之太醫下了過猛的催產藥，連同胎兒過大導致下體撕裂 遭魏嬿婉陷害買通田嬤嬤陷害十三阿哥之事，而被打入慎刑司，洗刷冤屈後釋放 凌雲徹被打進慎刑司時向如懿表示該殺了凌雲徹，如懿不肯，於是背著如懿帶著三寶去賜死凌雲徹 凌雲徹死前要求她放過魏嬿婉一回，並把紅寶石戒指交給了她 如懿死後聯合穎妃、寒香見、陳婉茵等使嬿婉倒臺 安插與如懿相像的汪芙芷於宮中，再令乾隆遇見並寵愛之，更讓其效仿如懿王府時的驕傲輕狂的性格，以此令皇帝開始懷念如懿 把多年暗中收集的魏嬿婉罪證給陳婉茵，向之曉之以理，令之出首告發魏嬿婉 最後於梅塢與皇帝一同懷念如懿，勾起皇帝對如懿的思念與愧疚，再把凌雲徹所給的紅寶石戒指證明魏嬿婉誣陷如懿，最終成功扳倒魏嬿婉並且令之被賜死 尾聲時為乾隆五十九年，此時應已逝世並被追封貴妃（書中並沒明確交代） 五阿哥永琪之生母 | 愉貴妃姓氏珂里葉特氏亦稱為海佳氏或海氏，愉貴妃初封海常在海為其姓氏。 愉妃從常在時已一直住在永和宮，而非咸福宮或延禧宮 |
| 珂里葉特·海蘭                   | 咸福宮 延禧宮                           | 典藏版中海蘭在淋雨後聽到高晞月和茉心的對話，以為朱砂局是高晞月和富察琅嬅所為 於金玉妍在海蘭和蘇綠筠面前說起蘆花對二阿哥不利的事，又在蘇綠筠面前說起三阿哥在阿哥所被溺愛的事後，借意順勢說服蘇綠筠，在三阿哥身邊一個破了的布偶玩具摻雜蘆花，能順帶被風吹進二阿哥的房裡。最後與蓮心合謀成功害死二阿哥 在永璉死後把布偶留下來，卻欺騙蘇綠筠已將布偶燒毀。多年後在蘇綠筠失寵時把布偶重新送到蘇綠筠宮中，挑起蘇綠筠和金玉妍的關係 | 愉貴妃姓氏珂里葉特氏亦稱為海佳氏或海氏，愉貴妃初封海常在海為其姓氏。 愉妃從常在時已一直住在永和宮，而非咸福宮或延禧宮 |
| 金玉妍                          | 啟祥宮 臻祥館 啟祥宮                    | 寶親王庶福晉（金格格）→嘉貴人→嘉嬪→嘉妃→嘉貴妃→嘉嬪→嘉貴人→嘉嬪→嘉妃→嘉貴妃→ 金答應 → 嘉貴妃 → 庶人 → 淑嘉皇貴妃（追諡） 玉氏王朝第一個嫁入大清的宗室王女，上駟院金三寶之義女。擅長養顏美容，平時總以紅參水沐浴洗漱，因而肌膚白皙勝雪，容顏長駐。她才華洋溢，舞蹈方面擅長長鼓舞、北扇舞，音樂方面則會吹短簫、彈北琴。 表面口沒遮攔，實則心機深重；後期性格暴躁 爲人高傲，因仗着自己是李朝宗室之女的身份，容易看不起別人 少時與朝鮮王世子相戀 祖母為朝鮮王大妃之堂妹 在如懿和高晞月入潛邸的後幾日嫁過去 於王府時期投诚琅嬅，並向之獻計令其賞賜加入零陵香的手串予如懿及高晞月，令之無孕 陷害如㦤與安吉波桑大師有染，但反被海蘭算計事敗，被降居嬪位並且被奪走三子之撫養權及幽禁啟祥於宮 被降嬪位後於皇帝宮外伏地哭泣，皇上即叫如㦤以皇貴妃之身份將其再降貴人 因九阿哥夭亡而重獲皇上竉幸，不久復升為嬪，然後又於乾隆十五年春天復立為妃 於如㦤被下旨冊封為皇后的兩日後復為貴妃 毒害富察諸瑛的真正兇手，並將其死因告訴永璜且嫁禍予富察琅嬅 與富察琅嬅貼身侍女素心親近，自王府起賣了她不少大大小小的人情，並一直透過她以琅嬅名義行事。後來富察琅嬅崩逝當晚將其殺死並做成觸柱自殺之狀，又將蘇綠筠之燒藍鎏金蜂點翠繡球珠花放置在素心手中令皇帝認為蘇綠筠是兇手，成功撇除其繼立皇后之可能 零陵香玉鐲事件、怡嬪毒蛇事件、阿箬背叛事件、大阿哥和三阿哥失寵事件、七阿哥染痘夭亡事件、如懿和惢心在冷宮飽受風濕折磨的幕後兇手，也是一直借富察琅嬅之手行兇為四阿哥日後繼位鋪路，亦令所有人以為是琅嬅所為，一切惡行在死前被如懿與之單獨對話時揭發（典藏版中金玉妍也是毒害玫嬪怡嬪胎兒、使富察琅嬅落水、使海蘭懷孕過胖和服用過多紅花的真正元凶，並曾告知蘇綠筠蘆花的危害以便讓其幫自己除去二阿哥） 由於四阿哥遭到皇上厭棄，因此睡不著覺，所以養狗防身，卻遭到魏嬿婉栽贓放狗咬五公主之事 被乾隆大罵為貢品，（典藏版中被廢為庶人），禁足啟祥宮，最終被李朝否認為李朝人，只是金家不知道從哪裡抱回來的嬰兒，連是李朝人、漢人，還是其他的人都說不清，於第五卷大病一場後逝 死后表面上被送到靜安庄梓宫，屍體實則被皇上下令與一個同時在圓明園病逝的官女子秘密調換，而被葬進妃陵裏 諡號為淑嘉，實則為皇上諷刺她為輸家。 四阿哥永珹、八阿哥永璇、九阿哥、十一阿哥永瑆之生母 | 淑嘉皇貴妃並未有在登上貴妃之位時一度降居貴人及再復升至貴妃 封嬪為乾隆二年十二月而非乾隆三年春天之時，遲了幾個月 金佳氏生於康熙五十二年（1713年），有可能與之相戀的王世子只有朝鮮景宗李昀及朝鮮英祖李昑。但當李昀是王世子時，金玉妍最大只有七歲，應不是金玉妍與王世子離別之時；而李昑只當過王世弟而從未當過王世子，所以嚴格來說他不是金玉妍所述之王世子，繼位為王時金氏最大也只有十一歲，而且李昑比金玉妍要年長十九歲。而除了李昀及李昑則無其他可能之人選（與金玉妍年齡最相近的朝鮮世子乃英祖李昑長子，孝章世子李緈，比金玉妍小六歲，但九歲便幼年夭折，更遑論與金玉妍相戀。） 不過於金玉妍垮台之際，根據其口述，該王世子仍為王世子，所以根本沒有任何有可能之人選（但亦有可能為金玉妍習慣用王世子來稱呼該王世子或王世弟，而該王世子已繼位為王。但若已繼位，該人選則為英祖，但英祖從未當過王世子，而且早於雍正二年繼位為王，上述亦提及過，金玉妍當時也只有十一歲，所以整件事基本上無法說得通） 淑嘉皇貴妃之祖先很早已舉族投金也就是清朝入關之前，所以她少時根本從未居於朝鮮亦不可能與朝鮮王世子相戀，不過書中將金玉妍設定為金三寶之義女而非親女。 淑嘉皇貴妃死後，是葬在裕陵，而不是妃陵。 小説中淑嘉皇貴妃的形象偏向負面 |
| 魏嬿婉                          | 四執庫 阿哥所 鍾粹宮 花房 啟祥宮 永壽宮 | 四執庫宮女→阿哥所三公主侍女→純妃侍女→花房宮女→嘉妃侍女→魏官女子(御前侍女)→魏答應→魏常在→令貴人→令嬪→魏答應（典藏版）→令貴人（典藏版）→令嬪（典藏版）→令妃→令貴妃→皇貴妃→令懿皇貴妃（追諡） 不甘於下，野心勃勃，足智多謀，城府極深，笑裏藏刀，工於心計，不擇手段 正黃旗漢軍旗已革包衣內管領清泰之女 因父親為官時犯事而全家受贬為奴 名字有「亭亭似月，嬿婉如春」之意 與如懿有三分相似，會得皇上寵愛也是因其與如懿有三分相似 皇帝認為她跟如懿年輕的時候很像。看著她就像是年輕時的如懿就在身邊，一直未曾離去 初次登場時為十四歲 因凌雲徹從如懿得到的錢而成功調離四執庫，調到阿哥所伺候三公主 後來阿哥所形同虛設，被分到純妃宮中伺候大阿哥 被皇帝留意到，亦被海蘭留意到她與如懿有幾分相像，於是被海蘭向純妃曉之以理，以與大阿哥和皇帝八字相剋為名發配到花房 於長春宮摔掉花盆而被富察琅嬅發現，因之樣貌，為羞辱如懿而改其名為櫻兒並配到金玉妍宮中 被金玉妍羞辱欺淩，對其恨之入骨 買通進忠，令皇帝留意到自己，並借意令皇帝得悉金玉妍長期虐待自己，當晚侍寢，次日進答應 喜歡凌雲徹，與其相戀，但後來為向上爬而放棄愛情 嬪位時曾想要利用凌雲徹使自己懷孕，據其侍女所述，原定計畫是成功借種後殺凌雲徹滅口 因求子心切，及以為皇帝所賜給意歡的坐胎藥乃上好之藥，因而自己偷偷地向太醫院要了同樣的坐胎藥，亦因此多年無孕 曾與晉嬪、秀貴人、平常在和揆常在一同侍寢，並在此事後遭到如懿徹底的不待見與不屑 意歡有孕期間隨御駕離宮，暗中派人於意歡的食物做手腳，導致其腎虛脫髮，並借海蘭忙於照看意歡時使人令到五阿哥得病。如懿應海蘭的訴求派遣江與彬回宮醫治後又差人令到江與彬隊伍在回宮途中得病，從而延誤了回宮 收買田嬤嬤在替意歡接生時扯去其胞衣令其之後再難有孕 後發現了坐胎藥的真相，於十阿哥梓宮故意告訴意歡真相令她大受刺激，令其最後放火自焚 被皇太后得悉對舒妃所做的一切，從而表示投靠效忠皇太后，並得到其庇護，其後更助成復寵 利用利針令八阿哥永璇墮馬殘癈，使金玉妍以為是五阿哥永琪所為 安排從宮外弄來有瘋狗症的狗，以此令金玉妍養的愛犬「富貴兒」染上，再放之令之咬皇五女璟兕，使其狂犬病發，最終逝世之餘，還使忻妃早產，生下來的六公主也夭折，並將此事嫁禍給金玉妍，令其徹底失寵 生辰八字被其母拿出給算命大師算，算出她與皇后之位有運無命 與田嬤嬷密謀在替如懿接生十三阿哥後摀住其口而死，致使如懿開始被皇帝疏遠，並將此事嫁禍給自己的母親 因仍然不能逃脫謀害十三阿哥之嫌疑而失寵，並且其女璟妧被迫給穎嬪撫養 後使計救了和敬公主之子，得到和敬援引 因使用催孕湯藥而使自己有孕，之後瘋狂懷孕，連生六子 獻計乾隆如何討好寒香見，因此重新獲寵 因如懿被皇上誤以為善妒而令寒香見無法有孕，被晉為貴妃（典藏版先封令妃，繼而晉貴妃）協理六宮 指使陳婉茵把皇上多年悼懷孝賢皇后之詩整理抄錄而讓皇帝故念舊情，间接动摇如懿的皇后地位 指使茂倩並以瀾翠性命威脅趙九霄誣陷如懿指使凌雲徹害八阿哥落馬，事成後派人殺死被流放的趙九霄、並殺死瀾翠 去看望被打入慎刑司的凌云彻，並應其要求把紅寶石戒指還給他 在如懿斷髮的翌日被晉為皇貴妃，攝六宮事 因爭七公主一事而被璟妧怨恨，漸漸地她的孩子們都認為是她害死如懿 被后宮諸人動搖地位，春嬋告密後，被賜牽機藥（馬錢子）而死 死前想戴上紅寶石戒指，戒指卻遠遠的滾走，後悔當初沒跟凌雲徹在一起 七公主璟妧、十四阿哥永璐、九公主璟妘、十五阿哥永琰、十六阿哥、十七阿哥永璘之生母 | 因作者在書中將歷史上的孝儀皇后設定為反面角色，過度扭曲了她的歷史形象，致使大部分網民對此角色和演員李純惡語相向、人身攻擊，導致電視劇版應廣電總局要求也把魏嬿婉之姓氏改為同音之「衛」，其徽號令改為同音之「炩」，同時負面形象也引此對該劇的批評。 小說中是如懿去世後被扳倒，但電視劇中是如懿生前被扳倒。 孝儀純皇后初封貴人而非官女子或答應，直至晉封嬪位才以令為徽號，而且早在乾隆十年孝儀皇后就已經晉封為嬪，書中時間設定與歷史不符 乾隆十三年，魏佳氏封令妃而非令嬪 初出場時為十四歲，當時為乾隆三年春，但當時孝儀純皇后應為十一歲而非十四 清泰是包衣管領下人，原任內管領，但任內未曾犯事的紀錄，魏佳氏的兄弟吉慶、德馨也官至內務府總管都統和佐領 |
| 魏嬿婉                          | 四執庫 阿哥所 鍾粹宮 花房 啟祥宮 永壽宮 | 典藏版中因仍然不能逃脫謀害十三阿哥之嫌疑而被降作魏答應 生下十四阿哥後復為令貴人，再封令嬪，後於寒香見絕育一事中再累進貴妃 如懿失寵後，以蕈菇湯謀害永璂，但被太后以接永璂到慈寧宮親自照佛而失敗告終 因如懿於永琪死後百日於寶華殿祈福時，指使三寶把春嬋綁到寶華殿再放走，而引起了魏嬿婉對其之猜忌 後來以體恤春嬋為由，把毒口脂塗上其口，再讓其去拜祭魏夫人，打算讓其死於宮外 以為春嬋死後，被皇帝指派如懿以前的宮女芸枝、菱枝伺候，並被她們於膳食中夾雜蕈菇而令她開始出現幻覺 因春嬋被江與彬救下，被康復後便立刻入宮的春嬋告發 後來於出現幻覺的時候誤認汪芙芷為如懿，把害死如懿孩子及其他事說出了口，於是被毓瑚以精神失常為由押到梅塢 於梅塢被皇帝審問時的對答比起原版更大膽更激烈 本被賜下牽機藥等死，但於關鍵時刻海蘭卻送來解藥 於是被幽禁永壽宮，由春嬋日日喂上蕈菇湯，日久成癮，並因當年催孕藥的藥力，不到一兩年便如垂老婦人 到乾隆四十年被春嬋喂下鶴頂紅，噴血中毒而死 | 因作者在書中將歷史上的孝儀皇后設定為反面角色，過度扭曲了她的歷史形象，致使大部分網民對此角色和演員李純惡語相向、人身攻擊，導致電視劇版應廣電總局要求也把魏嬿婉之姓氏改為同音之「衛」，其徽號令改為同音之「炩」，同時負面形象也引此對該劇的批評。 小說中是如懿去世後被扳倒，但電視劇中是如懿生前被扳倒。 孝儀純皇后初封貴人而非官女子或答應，直至晉封嬪位才以令為徽號，而且早在乾隆十年孝儀皇后就已經晉封為嬪，書中時間設定與歷史不符 乾隆十三年，魏佳氏封令妃而非令嬪 初出場時為十四歲，當時為乾隆三年春，但當時孝儀純皇后應為十一歲而非十四 清泰是包衣管領下人，原任內管領，但任內未曾犯事的紀錄，魏佳氏的兄弟吉慶、德馨也官至內務府總管都統和佐領 |
| 蘇綠筠                          | 鍾粹宮                                  | 寶親王庶福晉（蘇格格）→純嬪→純妃→純貴妃→皇貴妃→純惠皇貴妃（追諡） 性格懦弱，不擅心計 曾為了向富察皇后出氣而聽從海蘭的慫恿，害死了二阿哥永璉 於富察·琅嬅死後曾爭取做皇后，但後來因大阿哥和三阿哥被皇帝斥責，失勢而放棄 因燒藍鎏金蜂點翠繡球珠花被皇上懷疑與素心的死有關，因此失寵 為三阿哥失言向皇上求情，卻被一腳踢開，因而嘔血，也拒絕服藥，默默等死 皇上事後對之稍有歉意，因而晉其為皇貴妃，但她認為這是因為皇上知道自己快不行了 認為自己的死可以為孩子們贖罪，最終還是無力回天，大病一場於一個春雨瀝瀝的晚上寂然死去，並於翌日早上被宮女發現 撫養大阿哥永璜（如懿被廢後） 三阿哥永璋、六阿哥永瑢、皇四女和嘉公主璟妍之生母 | 封妃過遲，金佳氏為嘉嬪甚至到乾隆三年時應已為純妃，而非乾隆四年 |
| 陳婉茵                          | 鍾粹宮                                  | 寶親王庶福晉（陳格格）→婉答應→婉常在→婉貴人→婉嬪→婉妃 老實忠厚，又膽小怕事，素不和人拉幫結派，只是獨善其身 陳婉茵從前是在潛邸裡伺候皇上的通房丫鬟，不算得寵 於王府乃至宮中，長年無寵程度可達到沒有侍寢十二年之久 時常愛偷偷遠望得寵妃嬪，根據其口述乃是她嘗試於寵妃當中看出令皇帝久留的原因 皇上因三阿哥的事冷落純嬪,連累了同宮的秀答應和婉答應,幾乎見不到皇帝了. 魏嬿婉為貴妃時指使其把皇上多年悼懷孝賢皇后之詩整理抄錄而讓皇帝故念舊情，越發冷落如懿 在海蘭要求下指證嬿婉，但除了說了海蘭要求說的外還令皇帝想到魏嬿婉成為太后會如何 結局尾聲亦即乾隆五十九年晉為婉妃 魏嬿婉死後撫養十五阿哥永琰、十七阿哥永璘 | 婉貴妃初封陳常在而非婉答應，且其徽號婉為其晉升為嬪時所得 婉貴妃早於乾隆二年由常在成為貴人，而並非如書中到乾隆十三年才進為貴人 |
| 富察·諸瑛                       | 寶親王府                                | 寶親王庶福晉（富察格格）→哲妃（追封）→哲憫皇貴妃（再追晉） 富察琅嬅之族姐，被富察一族送進王府 甚爲得寵，被弘曆憶述為另其第一次心動的女人 喜好美食，被金玉妍在以相尅的食物累積中毒至死 乾隆即位前三月亡 暴斃時弘曆正按先帝旨意出巡在外，趕不及回來見其最後一面 大阿哥永璜、皇次女之生母 | 根據書中所述，富察諸瑛為因富察琅嬅入府後恩寵不夠高晞月及青櫻（即如懿）而被族人送進王府。但事實上，哲憫皇貴妃早於雍正三年已為乾隆妾室，比富察皇后早兩年，更比慧賢皇貴妃及烏拉那拉皇后早上九年 |
| 黃綺澐                          | 景陽宮 延禧宮 景陽宮                    | 寶親王嫡福晉侍女→寶親王庶福晉（黃格格）→怡貴人→怡嬪（追封） 生一男，但為死胎 本為富察琅嬅為嫡福晉時的侍女，後來得到弘曆之寵幸而成為格格，但因此遭到富察琅嬅暗地裡憎恨 怡貴人素來貪吃甜食 懷孕後因富察琅嬅安排之毒蛇出現於景陽宮而如懿剛剛在場於是暫時搬去翊坤宮 有孕後喜愛焚檀香，被富察·琅嬅及高晞月透過水銀害至四月胎兒不保，再被她們利用此事陷害如懿導致其被降貴人及幽禁延禧宮 以為如懿害其小產，對之非常失望，於如懿被降至貴人時試圖以銀簪刺如懿，但被海蘭擋下 於如懿被降後三日因積鬱過度，產後失調，加上腹中孩子的殘體沒有完全清除，過量催產殘餘的紅花牛膝湯讓她的身體承受不住而病逝 她死的時候，眼睛都沒有閉上，只以布滿血絲的雙眼，無語望向蒼天 本預定於生產後進封嬪位，居景陽宮主位，但卻流產過世，於是追封為怡嬪，一切喪儀按嬪位安置，並讓皇后好好操辦。 | 黃綺澐角色曾被作者於小説撰寫初期之官方網站解釋為乾隆怡嬪柏氏及儀嬪黄氏的合體，但除徽號外，其遭遇基本偏向儀嬪黃氏，而後來電視劇其徽號亦改回作「儀」，可見其身份實質為儀嬪黄氏 按照一切發生的事，書中設定黃綺澐死亡時間大概是乾隆三年春天時，這比儀嬪黃氏死亡時間遲了三年，儀嬪黃氏應於雍正崩後幾個月、乾隆初即位時一個月内逝世 黄氏與蘇氏一樣初定為嬪，宮中檔案稱其為黃嬪，徽號也未來得及擬定便體弱多病而亡 |
| 索綽倫·阿箬                     | 啟祥宮 冷宮                             | 寶親王側福晉侍女→嫻妃侍女→御前侍女→慎常在→慎貴人→慎嬪→庶人 說話輕狂、不知輕重，被如懿認為是自己少時少不更事的影子 父親為准陰知縣桂鐸，鑲紅旗包衣出身 如㦤之陪嫁侍女，伺候其八年，並因此常常自傲，常常看低惢心 因出言諷刺蓮心，而被高晞月在雨中罰跪於螽斯門前六個時辰，期間暗自投靠富察琅嬅 後背叛並出賣如㦤，與富察琅嬅合謀，出面誣陷如懿以水銀害玫貴人和怡貴人 慎常在幾乎是專房之寵，皇上時常要她陪著。 皇上一個月裡頭有十來天召幸她，連先頭得寵的海貴人和玫嬪都趕不上她的風頭。 看似備受皇帝竉愛，但實為皇帝要她於人前做戲，連侍寢時也要另睡他床，實為無寵 背叛如懿後獲皇帝寵幸，一步一步成為慎嬪 如懿走出冷宮復位後不久，廢去位份並被皇上下令毒啞，再被如懿處以貓刑，打入冷宮 最後於冷宮內穿著滿身紅衣上吊自殺 對外宣稱病死，按嬪位的喪禮置辦 實際拿了去火化，但在火場焚燒慎嬪屍首和棺槨時，燒出來的火是藍色，鬧鬼一事亦由此開始 | 乾隆帝有慎嬪及慎貴人，但並不姓索綽倫，此應為虛構人物 |
| 白蕊姬                          | 永和宮 雨花閣 永和宮                    | 南府樂伎→玫答應→玫常在→玫貴人→玫嬪 出身蘇州，擅彈月琴，後因先帝喜好而改學琵琶 乾隆登基後第一個新納後宮 小如懿兩歲，康熙五十九年生 早於雍正八年被如懿母家買下並送進宮中，如懿亦因此被眾人認為安插新人，實為太后安插 以牛膝草烏湯毒害慶嬪令其難以有孕因而被皇帝以鴆酒賜死，但實為皇帝指使 為富察·琅嬅所害而生下雙性人，於服下鴆藥前向如㦤透露自己因懷恨在心而設計令七阿哥夭亡，但實為金玉妍害死七阿哥 喪禮辦得極為草草，沒有追封，沒有喪儀，沒有哀樂，更沒有葬入妃陵的嘉遇，白布一裹便送還了母家。皇帝不過問，太后亦當沒有這個人，彷彿宮裡從來就沒有過玫嬪，連嬪妃的言談之間，也自覺地掩過了這個人存在的痕跡 | 乾隆並無玫嬪白氏，但如果依照小說的下場，玫嬪白氏就應不被歷史記載，且後來於故事第二次選秀有一白氏出現 此人表面為作者杜撰，角色原型實質為怡嬪柏氏，黃綺澐雖以「怡」為徽號，但其角色基本上是儀嬪黃氏，加上電視劇版黃綺澐被改回作儀嬪。而白蕊姬與柏怡嬪一樣久久止步嬪位，而且姓氏上為同音，最重要是白蕊姬出身蘇州，而怡嬪柏氏正正出身江蘇，相信用「玫」為徽號是為了不與黃儀嬪混淆。 |
| 葉赫那拉·意歡                   | 儲秀宮                                  | 舒貴人→舒嬪→舒妃 伶牙俐齒，清高脫俗，善良率直，孤傲高潔，性情剛烈 侍郎永綬之女 鍾情皇上 被皇帝形容為性子如翠竹生生，寧折不彎 舒妃精通詩詞，書法清麗。 與如㦤交好 第一次見到皇上的時候是在入宮的前一年，皇上祭陵回來的街道上時與父親於茶樓上看熱鬧，遠遠看到其美貌加上從前讀起其所作之詩而喜歡上弘曆 本為備選的秀女，後來被太后選中入宮侍奉 因其為太后所引薦入宮，且為葉赫那拉氏，所以為皇帝所防，親賜的坐胎藥令其無孕 因對生育之事不再執著，開始斷斷續續服用皇帝所賜的坐胎藥，終於有孕 分娩十阿哥後被魏嬿婉指示田嬷嬷強行扯下胞衣，大傷宮體，不能再孕 於十阿哥夭折後臥床不起、傷心過度不能自拔，更神智不清，終日埋頭整理皇帝的御詩 因魏嬿婉告之坐胎藥之真相而去當面質問皇上，看透皇帝之真面目後萬念俱灰，最後放火自焚 十阿哥永玥之生母 | 舒妃葉赫那拉氏死於乾隆四十二年而並非乾隆十八年 其徽號舒為其晉升為嬪時所得 |
| 陸纓絡                          | 景陽宮                                  | 慶常在→慶貴人→慶嬪→慶貴人→慶嬪→慶妃→慶貴妃 太常寺少卿陸士隆之女 乾隆四年入宮，時年十五歲。 被皇上形容為小家碧玉，也很有幾分眉彎秋月、羞暈彩霞的風采 慶嬪不僅會唱元曲，歌聲也輕柔舒緩，雖不算有鳳凰泣露之美，但一詠三嘆，格外入耳。 因其為太后所引薦入宮，所以為皇帝所防，亦因此被皇帝利用白蕊姫以牛膝草烏湯毒害，令其難以有孕 因在瘋狗事件中裁制了那件惹禍的紅衣而被皇帝降為貴人，日夜在寶華殿抄錄經文以作懲罰 後因魏嬿婉求情而復封嬪位 於如懿被皇上誤以為善妒而令香見無法有孕時，晉為慶妃 於魏嬿婉被診出有心悸之症時晉為貴妃，協理六宮 文中提及十五阿哥永琰交由陳婉茵撫養前曾被陸纓絡撫養，也以此暗示她已逝世，但並無明確交代 | 故事曾表示陸纓絡早於乾隆四年入宮，但慶恭皇貴妃實於乾隆十三年四月十二日封貴人，出場過早 慶恭皇貴妃初封陸貴人而非慶常在，徽號亦應始於嬪位 慶恭皇貴妃並未有在登上嬪位時一度降居貴人及再復升至嬪位 慶恭皇貴妃於乾隆二十四年六月十九日晋封妃位，並於十二月十八日行晋封礼。香妃／容妃於乾隆二十四年秋沒入後宮，但應於夏封妃的陸纓絡於寒香見入宮時仍為慶嬪 |
| 戴湄若                          | 景陽宮                                  | 忻嬪→忻妃 出身高貴，性子活潑爛漫 閩浙總督那蘇圖之女，又是鑲黃旗。一進宮即封嬪位 被皇帝形容為南方佳麗，性子如涼風宜人，拂面清爽。 一顰一笑均是天真明媚，嬌麗之色便在艷陽之下也沒有半分瑕疵。 與如㦤交好，稱其為姐姐 言語俏皮，雖然出身大家，卻無一點兒嬌矜之氣，活潑爽快之餘也不失了分寸 幼承閨訓，小兒女情態中不失大家風範。 因六公主的早夭而剩下木訥而憂鬱的神色，皇上因心疼她而晉其為妃 討厭金玉妍及魏嬿婉 第六卷病死，留下八公主璟嫿 六公主、八公主璟嫿之生母 | 忻貴妃該於乾隆二十八年封妃，並非乾隆二十年，封妃時間早了八年 書中沒有交代戴佳氏有否追封貴妃 |
| 富察氏                          | 景陽宮                                  | 晉貴人→晉嬪→晉貴人→晉嬪 孝賢皇后母家之人，出於富察氏旁系，（富察琅嬅之堂侄孫女），孝賢皇后崩逝後大約一年進宮，封為晉貴人 相貌清麗可人，豐潤如玉 不敬如懿，靠攏魏嬿婉 被乾隆形容為世家閨秀 晉貴人年輕貌美，又出身世家，皇帝難免在她宮中多留了幾夜，的確也是得寵。 孝賢皇后崩逝三年後，張廷玉等朝中大臣曾提出要立晉貴人為皇后。 張廷玉被貶後，為了安撫張廷玉所支持的富察氏，將其晉封嬪位，以示恩遇隆寵，亦安了孝賢皇后母家之心 其飲用的坐胎藥與舒妃之坐胎藥相同，後來更被乾隆賜賞當年富察琅嬅賜給高晞月的零陵香鐲子，因而無孕 曾與魏嬿婉、秀貴人、平常在和揆常在一同侍寢 因在瘋狗事件中裁制了那件惹禍的紅衣而被皇帝降為貴人，日夜在寶華殿抄錄經文以作懲罰 後因魏嬿婉求情而復封晉嬪 | 晉妃於乾隆二十八年進宮而非乾隆十四年，出場時間早了十四年，加上富察氏當時最多只有大約九歲，更可能還是嬰兒甚至未出生 晉妃初封答應，一直到乾隆五十九年大封後宮時才被晉為晉貴人，一生未曾處於嬪位 於第六部中其由晉貴人封為晉嬪，但按照第五部敘述，其當時已是嬪位，且並無再度被降為貴人之具體描述，估計是當時書中妃位已有四位（愉妃、豫妃、穎妃、慶妃），達到妃位上限，故而無法再將富察氏寫為妃位（但歷史上的乾隆後宮時常出現五到六妃並列的情況） |
| 拜爾噶斯氏                      | 咸福宮                                  | 恪常在→恪貴人 蒙古親貴之女，性情溫順，乾隆十六年第一次選秀入宮。 向來不是很得皇上喜歡，不過每月侍奉皇上一兩回。 向如懿哭訴皇帝“精神氣兒不好”（陽痿） 蒙古妃嬪，素與穎妃親近 不僅不滿魏嬿婉，還不滿豫嬪一入宮，她便沒有立足之地了。 如懿死後，與容妃與恭貴人一起去翊坤宮給如懿磕頭。 尾聲時為乾隆五十九年，此時應已為嬪位並一早逝世（書中並沒明確交代） | 慎嬪拜爾噶斯氏初封伊貴人而非恪常在 其應於乾隆二十四年才進宮，出場過早 拜爾噶斯氏應於乾隆二十八年封嬪，而非到如懿死後還是貴人。 |
| 巴林•艷拂                       | 咸福宮                                  | 穎貴人→穎嬪→穎妃→穎貴妃 蒙古親貴之女，乾隆十六年第一次選秀入宮。 長得杏眼櫻口，臉若粉雪，年輕嬌憨又帶了幾分草原的潑辣爽利 被皇上形容為北方胭脂 穎嬪弓馬騎射，無一不精。 素來不與如懿或嬿婉兩派來往，只與如自己一般蒙古出身的妃嬪親近，基本上自成一派 於如懿被皇上誤以為善妒而令香見無法有孕時，晉為穎妃 撫養皇七女璟妧，將其視為己出、疼愛至極 後來魏嬿婉試圖搶回璟妧，因而於之交惡 皇帝將七公主許嫁蒙古穎貴妃母家，從此滿蒙聯姻更深，七公主與養母的恩情更重幾分，穎貴妃在宮中的地位更是穩若泰山 汪芙芷得寵後，皇帝幾乎只召幸她與容嬪，偶爾想起旁人，也不過是穎妃、誠貴人之流。 魏嬿婉被診出有心悸之症時晉為貴妃，協理六宮 | 因檔案缺失而未知巴林氏的初始位份。但於乾隆十三年正月，巴林氏已經為那常在，並於同年四月十二日晉為那貴人。可知巴林氏並非初封「穎貴人」 穎貴妃巴林氏之徽號"穎"乃於嬪位時所賜 巴林氏終乾隆一朝也在妃位，嘉慶三年才成為太上皇穎貴妃，而非乾隆三十三年為穎貴妃 歷史上穎貴妃曾撫養過十七阿哥而非七公主 |
| 博尔济吉特·厄音珠               | 永和宮                                  | 厄音珠格格→豫嬪→豫妃 博爾濟吉特部地塞桑王爺之女 曾經許配過三次人家，但未過門男方就暴斃了 草原上的喇嘛替她算過，要嫁世間最尊貴之人才能降得住她的剋夫之命 豫嬪是個渾身綻放著熱情的、無須皇帝多動心思去討好的女子，比恂嬪更討皇帝喜歡。 蒙古贵族進獻，進宮即封豫嬪，時已三十歲 雖然不算年輕，但相貌甚美，既有著蒙古女子奔放豐碩的健美，也有著痴痴切切地纏著皇帝的嬌痴 豫嬪極會拔尖賣乖，好幾次恂嬪在伺候，可是她仍痴纏皇上，惹得恂嬪待不下去。 雖然穎嬪也出身蒙古，也因豫嬪過於狐媚而不搭理她。 為了爭寵而使乾隆在其他妃嬪侍寢時了無興致，在自己侍寢時卻如魚得水。 封妃當日被如㦤揭發用涼藥固寵，雖然封妃照舊，但卻被摘下綠頭牌，再不許侍寢，將她禁足於自己殿閣內，無旨不得出來 後來合宮同往木蘭圍場，因顧及其父而解除禁足隨駕木蘭圍場 藍曦與阿諾達幽會被如懿撞見，如懿本想當沒看見，但厄音珠卻借意大叫抓刺客而導致永璂被挾持局面以及藍曦的慘劇 被魏嬿婉挑唆與茂倩合謀指證凌雲徹與如懿有私情，如懿證明自己清白後被下旨關進慎刑司自生自滅、非死不得出，在慎刑司被魏嬿婉派人暗中毒殺滅口。 | 豫妃博爾濟吉特氏初封多貴人而非豫嬪 封妃時間過早 |
| 寒香見                          | 承乾宮 寶月樓                           | 容貴人→容嬪→容妃 天山的寒部戰敗於大清之後由兆惠帶回宮中的一名女子 寒部台吉阿提之女 寒岐之未婚妻，與其自小便有婚約並與之相戀，只因其父不喜寒岐才一直拖延婚期 寒部第一美人，名动天山，又因她名香见，愛佩沙棗花，玉容未近，芳香襲人，所以人称香妃，並深得寒部敬重，奉若神明 淑嘉皇贵妃与舒妃於她也成了足下尘泥了 初次登場為了替情人寒岐報仇而假借跳舞刺殺乾隆，但被凌雲徹所阻止 太后本打算封其為固山格格或多羅格格以安撫其部落，但被乾隆打斷並假借之懿旨把其配為承乾宮主位 最初不願承寵而用銀刀自毀容貌，卻誤傷皇帝手腕 喝下如懿遞上的湯藥後不能有孕，實為太后指使 於皇帝面前毫無顧忌直話直說 一直以寒岐未亡人自居 如懿自盡當日晉為容妃，享貴妃禮 如懿死後，與恪貴人與恭貴人一起去翊坤宮給如懿磕頭。 魏嬿婉被診出有心悸之症時未有晉封，但享皇貴妃禮 不滿魏嬿婉 尾聲時為乾隆五十九年，此時應已一早逝世（書中並沒明確交代） | 乾隆帝並無寒姓后妃，其原型應為乾隆容妃 但寒香見應以野史傳說人物香妃為藍本，而香妃則以容妃為藍本 乾隆容妃初封和貴人，徽號為嬪位時所封 容妃於乾隆二十六年封嬪而非二十四年冬 容妃於乾隆三十三年晉為妃而非乾隆三十一年 歷史上容妃并無享貴妃甚至皇貴妃待遇的情況出現 寒香見一名除有相見之諧音外更與還珠格格中含香一角之名同音，兩人身分相同，未知諧音是否作者向之致敬而為之 |
| 汪芙芷                          | 承乾宮 翊坤宮                           | 御花園宮女→惇常在→惇貴人→惇嬪→惇妃 於御花園當差照料花草，專照管幾棵老梅樹，實為海蘭安插 與如懿和魏嬿婉年輕時相像，口齒伶俐，聰慧靈敏，不知天高地厚任情恣意 踢球時被正在遊御花園的乾隆、香見與嬿婉看見，對話過後即封常在，賜居承乾宮，不久再封貴人 得寵後，皇上連到寶月樓看容嬪的次數也少了。 惇貴人起初還是遲來向皇貴妃請安，後來索性不去了。 梅塢建成後，梅塢的梅花便由惇貴人照料。 承寵第二年便搬到翊坤宮成為一宮主位（封嬪） 封妃不久誕下十公主 汪芙芷得寵後，皇帝幾乎只召幸她與容嬪，偶爾想起旁人，也不過是穎妃、誠貴人之流。 | 汪惇妃初封永常在 汪氏徽號“惇”亦應始於嬪位，此前徽號應為“永” 汪惇妃乃選秀進宮，而非宮女出身 應於乾隆二十八年封常在，而非乾隆三十三年，出場過遲 電視劇未出場，原先推測電視劇的角色應由扮演如懿的演員。 |
| 霍硕特·蓝曦                     | 景仁宮                                  | 藍曦格格→恂嬪 蒙古霍碩特部親王之女 乾隆二十三年九月第二次選秀入宮，一入宮便封恂嬪，景仁宮主位 容色淺靜得近乎淡漠，彷彿岩壁上重重的青苔，面朝陽光的照拂，來也承受，去也淡淡，並不如何熱切與在意 不愛爭寵，不願與宮中嬪妃多來往 恪貴人提及其曾瞧了皇上的臉色，吃了掛落兒，侍寢時被送了出來。 與阿諾達是青梅竹馬，後因入宮不得已分開，在木蘭圍場再次相遇，並得知父親的慘劇 認為乾隆累其父戰死沙場，與阿諾達幽會時被如懿與永璂撞見，本如懿只把當作什麼也沒看見，但後頭的厄音珠卻帶著大隊人馬，於是挾持永璂以冀換得出宮自由 挾持失敗，與阿諾達被五馬分屍 | 恂嬪霍碩特氏初封郭常在而非恂嬪 且霍碩特氏生前只到貴人位分，徽號（恂）和封號（嬪）皆是其死後八個月才追封的 |
| 林氏                            | 景仁宮                                  | 恭常在→恭貴人 乾隆十六年第一次選秀入宮。 蒙古妃嬪，素與穎妃親近 恂嬪的一枝獨秀，連著其成為妃位以下的嬪妃中恩眷最盛的女子，格外受到皇帝的垂憐。 恪貴人提及其曾瞧了皇上的臉色，吃了掛落兒，侍寢時被送了出來。 不滿魏嬿婉 如懿死後，與容妃與恪貴人一起去翊坤宮給如懿磕頭。 尾聲時為乾隆五十九年，此時林氏應為恭嬪（書中並沒明確交代） | 恭嬪林氏的確初封常在，但其徽號“恭”為嬪位時所得，所以應為林常在及林貴人 其應為乾隆十三年亦即孝賢皇后崩逝該年進宮，出場過遲 恭嬪林氏並非出身蒙古 |
| 西林覺羅氏                      | 景仁宮                                  | 禧常在→禧貴人 乾隆十六年第一次選秀入宮。 素與穎妃等蒙古妃嬪親近。 恂嬪的一枝獨秀，連著其成為妃位以下的嬪妃中恩眷最盛的女子，格外受到皇帝的垂憐。 恪貴人提及其曾瞧了皇上的臉色，吃了掛落兒，侍寢時被送了出來。 尾聲時為乾隆五十九年，此時應已為貴人（書中並沒明確交代） | 鄂貴人西林覺羅氏從沒徽號“禧” |
| 秀麗琴                          | 景陽宮 鐘粹宮 景陽宮                    | 宮女→秀答應→秀常在→秀貴人 雖然皇帝有了新人秀答應，也半分分不去玫常在的寵愛。 皇上因三阿哥的事冷落純嬪,連累了同宮的秀答應和婉答應,幾乎見不到皇帝了. 曾告訴眾人有關明朝太監的房事 曾與魏嬿婉、晉嬪、平常在和揆常在一同侍寢 尾聲時為乾隆五十九年，此時應已一早逝世（書中並沒明確交代） | 秀貴人由始至終都是貴人，她亦該於乾隆十年逝世 秀貴人沒可能於乾隆十三年由答應進常在 |
| 鈕祜祿氏                        | 景仁宮                                  | 誠貴人 太后母家之遠親，親乾隆二十三年九月第二次選秀入宮 汪芙芷得寵後，皇帝幾乎只召幸她與容嬪，偶爾想起旁人，也不過是穎妃、誠貴人之流。 尾聲時為乾隆五十九年，此時應已為誠嬪並一早逝世（書中並沒明確交代） | 誠嬪鈕祜祿氏初封蘭貴人 徽號"誠"為嬪位時所得 |
| 索綽倫氏                        | 景陽宮                                  | 瑞貴人 禮部尚書德保之女。乾隆二十三年九月第二次選秀入宮,素與穎妃等蒙古妃嬪親近。 恪貴人提及其曾瞧了皇上的臉色，吃了掛落兒，侍寢時被送了出來。 尾聲時為乾隆五十九年，此時應已一早逝世（書中並沒明確交代） | 瑞貴人索綽倫氏初封瑞常在而非貴人 |
| 白氏                            | 景陽宮                                  | 白常在 乾隆二十三年九月第二次選秀入宮。 江南織造特意送入宮中的漢軍旗包衣，雖然身份低微，但是個容貌昳麗的江南佳麗。 尾聲時為乾隆五十九年，此時應已為貴人（書中並沒明確交代） | 包衣旗人只按旗色劃分，沒有漢軍旗包衣的說法。 |
| 陸氏                            | 景陽宮                                  | 陸常在 乾隆二十三年九月第二次選秀入宮。 江南織造特意送入宮中的漢軍旗包衣，雖然身份低微，但是個容貌昳麗的江南佳麗。 尾聲時為乾隆五十九年，此時應已為貴人並一早逝世（書中並沒明確交代） | 包衣旗人只按旗色劃分，沒有漢軍旗包衣的說法。 |
| 福貴人                          |                                         | 福常在 乾隆二十九年，忻妃死後不久與柏氏、武氏、寧常在一同被選進宮。 四人都是正當嘉年的少女，各擅其美，如四季開不敗的花朵。 尾聲時為乾隆五十九年，此時應已為貴人並一早逝世（書中並沒明確交代） | |
| 柏氏                            |                                         | 柏常在 乾隆二十九年，忻妃死後不久與福貴人、武氏、寧常在一同被選進宮。 四人都是正當嘉年的少女，各擅其美，如四季開不敗的花朵。 尾聲時為乾隆五十九年，此時應已為壽貴人（書中並沒明確交代） | 柏貴人在獲封前應為愉妃位下一名「學規矩女子」，於乾隆十年入宮 乾隆二十九年封那常在而非柏常在 柏氏應有姐柏怡嬪 |
| 武氏                            |                                         | 武常在 乾隆二十九年，忻妃死後不久與福貴人、柏氏、寧常在一同被選進宮。 四人都是正當嘉年的少女，各擅其美，如四季開不敗的花朵。 尾聲時為乾隆五十九年，此時應已為貴人並一早逝世（書中並沒明確交代） | |
| 宋氏                            | 圓明園                                  | 宋貴人 兩班貴族之女，李朝親自挑選的美人 金玉妍失寵病危時李朝所進貢 皇上收下宋貴人只為情面，也不想看見她再想起嘉貴妃。宋貴人便安置於圓明園。 | 乾隆帝並無宋姓后妃 |
| 寧常在                          |                                         | 寧常在 乾隆二十九年，忻妃死後不久與福貴人、柏氏、武氏一同被選進宮。 四人都是正當嘉年的少女，各擅其美，如四季開不敗的花朵。 尾聲時為乾隆五十九年，此時應已一早逝世（書中並沒明確交代） | |
| 揆常在                          | 永和宮                                  | 官女子→揆答應→揆常在 五王爺弘晝的側福晉送進宮來的美人兒 桃花蘸水的臉容長得妖妖調調的 乾隆十三年七月初一，其因平日里伺候皇帝，亦進了答應的位分。 曾與魏嬿婉、晉嬪、秀貴人和平常在一同侍寢 尾聲時為乾隆五十九年，此時應已一早逝世（書中並沒明確交代） | 揆常在由始至終都是常在 |
| 平常在                          | 永和宮                                  | 官女子→平答應→平常在 乾隆十三年七月初一，其因平日里伺候皇帝，亦進了答應的位分。 曾與魏嬿婉、晉嬪、秀貴人和揆常在一同侍寢 尾聲時為乾隆五十九年，此時應已一早逝世（書中並沒明確交代） | 平常在由始至終都是常在，且她應於乾隆三十三年亦即皇后那拉氏逝後一年進宮 |
| 官女子                          | 圓明園                                  | 官女子 與金玉妍差不多時間病逝 被皇帝秘密將之與金玉妍調換下葬，所以死後以金玉妍名義享受了皇貴妃的葬禮待遇 | |

### 隨從侍女
| 角色      | 居住宮殿             | 簡介 | 備註 |
| 凌雲徹    |                      | 侍衛→冷宮侍衛→坤寧宮侍衛→御前藍翎侍衛→御前三等侍衛→木蘭圍場苦役→御前二等侍衛→御前一等侍衛→翊坤宮太監 康熙六十年生，比魏嬿婉年長六年，年幼如懿三年 初次登場時為二十歲 漢軍旗下五旗包衣的出身 初時喜歡魏嬿婉，與之相戀，但因之為富貴榮寵而拋棄他後，對之漸漸失去情感 於冷宮與如懿相遇，初時因之與魏嬿婉相似而驚訝，後來被魏嬿婉抛棄後失意喝醉時被其鼓勵並與之邂逅 在蝮蛇來襲時打救如懿與惢心，並為如懿吸出毒液 被如懿提拔為御前侍衛 因第一個發現富察琅嬅落水並救了她而被升為御前三等侍衛 因被魏嬿婉忌憚而被其設計誣陷偷了金玉妍之肚兜，被打發到木蘭圍場當苦役 後來於幾年後木蘭圍場暗箭一事救駕有功被召回為御前二等侍衛 漸漸喜歡上如懿，但因如懿多番暗示而清楚如懿心裏只有弘曆 被皇帝賜婚予宮女茂倩，但與其不睦 被茂倩與豫妃誣衊與如懿有姦情，從茂倩話中透露出凌雲徹時常於睡夢中呼喚如懿名字 後因皇帝疑心其與如懿有私，就淨其身打發到翊坤宮當太監以羞辱兩人 後來被皇帝誣陷手腳不乾淨而被打入慎刑司 魏嬿婉來看他時表示紅寶石戒指是給當年他心中的魏嬿婉，於是要求她還回戒指 被海蘭私下賜死，死前要求海蘭放過魏嬿婉一回，並把紅寶石戒指給了她 死法與王欽一樣，都是以濕透的七重黃紙覆住其臉龐，使其窒息而死 死前聞到臘梅味，希望他日拜祭他時可以帶上梅花到他墳前 | 其名與前傳後宮甄嬛傳之凌雲峰有所對應 |
| 李 玉     | 养心殿               | 養心殿小太監→養心殿副總管→養心殿總管→圓明園太監→養心殿總管 乾隆的貼身太監，曾受過如懿的幫助，幫助如懿 曾因聰明伶俐而被王欽針對 繼王欽以後的首領太監 如懿斷髮後被乾隆以無法阻止皇后發狂為由打發去圓明園當差 如懿死後因皇帝對嬿婉與進忠等人起疑，而重回宮侍候皇帝 奉命賜死嬿婉，與江與彬合謀，增強牽機藥的藥性，使嬿婉痛苦而死 | |
| 王 欽     | 养心殿               | 傳奏事首領太監→養心殿副總管 乾隆的貼身太監 針對李玉 靠攏富察琅嬅，經多番請求，終與蓮心對食 對食後每晚也虐待蓮心 根據蓮心所述，他會咬她、拿針紮她的身體每一寸、為補上身體缺失，就拿各種物件捅她 後因食了過量阿肌蘇丸（即春藥）而冒犯了慧貴妃和茉心，實為蓮心策劃 被查出後被下令挑斷手筋腳筋再處於貼加官處死，並著所有內監到慎刑司觀看過程 | |
| 江與彬    | 太醫院               | 太醫院太醫 認識惢心，與之同鄉並自幼相識，後來家鄉飢荒而各自跑散，入宮後重遇並與其相戀，最後被皇帝賜婚 憑著家傳的醫術入宮成為太醫，為末流小太醫，只能為宮女侍衛看病 幫在冷宮的如懿和惢心治療風濕 因惢心緣故，對金玉妍恨之入骨，故於九阿哥的湯藥中加入黃蓮，令其因藥太苦而不肯飲藥 | |
| 惢 心     | 延禧宮 冷宮 翊坤宮   | 寶親王府邸伙房砍柴女奴→寶親王側福晉侍女→嫻妃侍女→嫻貴人侍女→廢妃侍女→嫻妃侍女→嫻貴妃侍女→皇貴妃侍女→江夫人 如懿的貼身侍婢 精明剔透、聰明伶俐、懂得察言觀色，深得如懿賞識 康熙五十七年九月生，與如懿同歲 兩百錢販賣買回來，本被配到伙房砍柴，後被如懿挑選出來當侍女 前期常常被阿箬打壓，對她百般忍讓 與江與彬同鄉並自幼相識，後來家鄉飢荒而各自跑散，入宮後重遇並與其相戀 於如懿被廢入冷宮時與之相依為命 因金玉妍陷害，於在慎刑司受刑導致左腿骨折落而殘廢 於孝賢皇后喪期過後，由皇帝指婚給江與彬 與江與彬育有兩子 | |
| 烏雅·茂倩 |                      | 本為御前宮女，後為皇帝親自賜給凌雲徹之妻子 仗著是滿軍旗上三旗的出身，並不怎麼將凌雲徹放在眼裡，所以夫妻間屢屢爭執不睦 後不滿凌雲徹心屬如懿，與豫妃合謀誣衊凌雲徹與如懿有私 揭發姦情不成又再次走到皇帝面前誣陷如懿以毒針害八阿哥墮馬，最後被皇帝密令拋進河裏而死 | |
| 容 珮     | 翊坤宮               | 圓明園宮女→皇貴妃侍女→皇后侍女 如懿的貼身侍婢，代替出嫁的惢心服侍如懿 本被分配到冷宮做宮女 大阿哥永璜病危當日，當如懿趕去見其最後一面時，為自己與其他沒錢賄賂管事公公分配好的差事的宮女出頭。被如懿看見後親定她分配到翊坤宮 做事上心、乾淨俐落，但也十分嚴謹、不拘言笑 對如㦤忠心耿耿，為其之左右手，是如㦤在宮中其中一位可信的人 追隨如懿，殉主而死 | 此角色為作者應網友讀者要求向還珠格格裡皇后身邊的容嬷嬷致敬（為人相似、姓氏結局相同；唯一不同就是出身，容嬷嬷是皇后奶娘而容珮卻是圓明園宮女出身） |
| 菱 枝     | 翊坤宮               | 如懿的侍婢 | |
| 芸 枝     | 翊坤宮               | 如懿的侍婢 | |
| 三 寶     | 延禧宮 翊坤宮        | 如懿的貼身太監 | |
| 小福子    | 延禧宮               | 如懿的太監 小祿子之弟 被送出了宮 後來發現他家里還能造起三進的院子，買了良田百畝。而這些銀子，都是阿箬父親桂鐸撥的 | |
| 寶 成     | 翊坤宮               | 如懿的太監 | |
| 小 安     | 翊坤宮               | 如懿的太監 | |
| 趙九霄    | 坤宁宫               | 侍衛→坤寧宮侍衛 凌雲徹的好友 喜歡永壽宮宮女瀾翠 被魏嬿婉以瀾翠性命威脅而不得不誣陷如懿指使凌雲徹以毒針害八阿哥墮馬 最後被流放，被魏嬿婉派人殺死 | |
| 春 嬋     | 永壽宮               | 花房宮女→魏答應侍女→魏常在侍女→令貴人侍女→令嬪侍女→令妃侍女→令貴妃侍女→皇貴妃侍女 嬿婉的貼身侍婢 聰明冷靜，常常能為魏嬿婉分析利弊及出謀獻策 對魏嬿婉有惺惺相惜不甘於下奮鬥的感覺 因瀾翠與趙九霄之事而對魏嬿婉有陰影，後來因海蘭要求而在皇帝面前揭發魏嬿婉所有罪行 最終趕出宮賜宅邸，但被皇帝賜啞藥，永生永世不能說話 | |
| 瀾 翠     | 永壽宮               | 花房宮女→魏答應侍女→魏常在侍女→令貴人侍女→令嬪侍女→令妃侍女→令貴妃侍女→皇貴妃侍女 嬿婉的貼身侍婢 被趙九霄追求，但看不起他 被魏嬿婉挾持威脅趙九霄，以其性命要趙九霄誣陷如懿害八阿哥，最後還是被殺 | |
| 王 蟾     | 永壽宮               | 魏嬿婉近身太監 | |
| 進 忠     | 养心殿               | 養心殿小太監→養心殿副總管→養心殿總管→太監 乾隆的太監，李玉徒弟 投靠魏嬿婉，與其狼狽為奸 如懿斷髮後，繼李玉當上首領太監一職 後來乾隆疑心魏嬿婉而被調離養心殿，被魏嬿婉殺害 | |
| 進 保     | 养心殿               | 乾隆的太監，李玉徒弟 不苟言笑，面目死板 | |
| 小 夏     | 养心殿               | 養心殿小太監，李玉徒弟 奉李玉之交代將蘇綠筠雨跪養心殿之事告訴如懿 | |
| 毓 瑚     | 养心殿               | 乾隆御前侍婢 當年與李金桂一同進宮，其死後代其照看弘曆 | |
| 素 心     | 长春宫               | 富察琅嬅的貼身侍婢 滿人，家中有一母一妹 自王府起與金玉妍交好，富察琅嬅為做出賢后形象，心腹宮人之月例封賞皆一概減半，母親患病需要名貴山參吊著，富察琅嬅為拉攏王欽而打算將之許配予王欽等等之事也因金玉妍出手相助而迎刃而解（金玉妍以素心是滿人、蓮心是漢人為由，成功避免素心被富察琅嬅許配予王欽） 以富察琅嬅名義為金玉妍辦了不少事（典藏版中素練所做的事包括使擷芳殿的宮人苛待大阿哥和寵溺三阿哥、假借琅嬅的名義與高晞月除去玫嬪和怡嬪的胎兒） 富察琅嬅死後，觸柱而亡，為金玉妍所殺，並嫁禍予蘇綠筠 | 典藏版與電視劇中改名為素練 |
| 蓮 心     | 长春宫               | 富察琅嬅的貼身侍婢 漢人，亦是富察琅嬅選中她許配予王欽的原因 與王欽對食，並每晚被其虐待 因受不了與王欽對食後的種種，曾跳河，但被如懿救回 被如懿警醒，開始策劃除去王欽 王欽被賜死後救如懿被誣陷散播雙性胎兒一事為其解圍 富察琅嬅死後被皇上召見，告知皇上富察琅嬅不懂藥理之事 | |
| 蓮 心     | 长春宫               | 典藏版中因恨富察琅嬅將其賜予王欽對食導致其每晚被虐打過上非人生活，與海蘭合謀害死永璉 此後一直敵視富察琅嬅 | |
| 趙一泰    | 长春宫               | 富察琅嬅的貼身太監 | |
| 福 珈     | 壽康宮 慈寧宮        | 皇太后近身侍婢 | |
| 成 瀚     | 壽康宮 慈寧宮        | 皇太后近身太監 富察琅嬅在太后身邊安插的人 受富察琅嬅指使誣衊如懿於冷宮偷燒紙錢，最後誣陷不成被太后賞「步步紅蓮」之罪刑 | |
| 茉 心     | 咸福宮               | 寶親王庶福晉侍女→寶親王側福晉侍女→慧貴妃侍女→皇貴妃侍女→古董房宮女 高晞月的貼身侍婢 高晞月臨死前將其指婚給守順貞門的侍衛 本想透過與如懿合作為高晞月報復，但被拒絕 後來與金玉妍合作以自己害七阿哥染上痘疫死亡 | |
| 雙 喜     | 咸福宮               | 高晞月的貼身太監 會弄蛇，接二連三的毒蛇事件為按富察琅嬅及金玉妍辦之，高晞月對其會弄蛇的能力全然不知 因三公主而被如懿知曉其本領，於是當晚被李玉以手腳不乾淨拿了先帝一塊用過的玉佩為由，打進慎刑司嚴刑拷問 受了十二道刑罰便招了受命於冷宮以毒蛇謀害如懿之事 但對怡嬪有孕時被蝮蛇驚動胎氣之事卻至死不招 最後被皇帝下令亂棍打死 | 電視劇中為錢雙喜 |
| 彩 珠     | 咸福宮               | 高晞月的侍婢 | |
| 彩 玥     | 咸福宮               | 高晞月的侍婢 | |
| 葉 心     | 咸福宮 延禧宮        | 海蘭的貼身侍婢 | |
| 香 雲     | 咸福宮 延禧宮        | 寶親王庶福晉侍女→海常在侍女 海蘭的侍女，侍候了兩三年 受高晞月指使，陷害海蘭偷了高晞月的炭火 最後被皇上下令亂棍打死並拔下舌頭，再被高晞月下令以熱炭塞嘴 根據侍衛所述，嘴爛得不似人形 | |
| 綠 痕     | 咸福宮 延禧宮        | 海蘭的侍婢 | |
| 春 熙     | 咸福宮 延禧宮        | 嫻妃侍婢→海常在侍婢→海貴人侍婢→愉嬪侍婢→愉妃侍婢 在海蘭被誣陷偷炭後從如懿裏撥予海蘭 | 電視劇版改名為澤芝 |
| 可 心     | 鍾粹宮               | 蘇綠筠的侍婢 | |
| 麗 心     | 啟祥宮               | 金玉妍的貼身侍婢 | |
| 貞 淑     | 啟祥宮               | 朝鮮醫女→寶親王庶福晉侍女→嘉貴人侍女→嘉嬪侍女→嘉妃侍女→嘉貴妃侍女 金玉妍的侍婢 通藥理，朝鮮醫女出身 因以字跡陷害如懿被皇帝送入慎刑司 最後被遣送回李朝 | |
| 荷 惜     | 儲秀宮               | 意歡的貼身侍婢 | |
| 新 燕     | 啟祥宮               | 阿箬的貼身侍婢 | |
| 懷 心     | 景陽宮 延禧宮 景陽宮 | 黄绮澐的貼身侍婢 | 電視劇改名為環心 |
| 朵 云     | 永和宮               | 博尔济吉特·厄音珠之侍婢 | 電視劇版改名為朵顏 |
| 齊 魯     |                      | 太醫院院判 為皇太后、皇帝和富察瑯嬅辦事，三面逢源 | 電視劇改名為齊汝 |
| 田嬤嬤    |                      | 被魏嬿婉收買，在替意歡接生時扯去其胞衣令其之後再難有孕 受魏嬿婉指使於接生十三阿哥時摀住其口令其窒息，再用臍帶繞其頸三圈混淆視聽 被嚴刑逼供時以之前自己替如懿接生時，因碰上舒妃新喪而使如懿賞賜不夠豐厚，導致無法為自己兒子捐一個好的官職為由，搪塞如懿 最終咬舌自盡 胡芸角、田俊之母 | |
| 蘇嬷嬷    | 寶親王府 阿哥所      | 永璜之乳母 照顧永璜最久 後來與其他嬷嬷被富察琅嬅一同收買，苛待永璜 曾於永璜風寒的時候，沒叫太醫，反而把永璜一個人關在黑屋子不給吃 永璜被如懿收養後被富察琅嬅繼續安插在永璜身邊 挪宮時，於如懿面前仗著身份對永璜說話不恭敬，於是被如懿以此仗責三十大板並且趕出宮去 | |
| 小栗子    | 鍾粹宮 上書房        | 純嬪侍從→尚書房小太監 本為蘇綠筠之小太監，後被放出去到尚書房當差 把永璜被陳、柏兩太傅欺凌之事告訴綠筠 | |
| 小祿子    | 御膳房               | 御膳房小太監 小福子之兄 專管著給有孕嬪妃們的活魚和活蝦 受富察瑯嬅指使誣陷如懿以其弟威脅要他在魚蝦中下水銀 後來於長春宮撞柱身亡 | |
| 小安子    | 內務府               | 內務府小太監 受富察瑯嬅指使誣陷如懿以三十兩銀子要他製作摻入硃砂的蠟燭 發落在慎刑司做苦役 據阿箬所述，他應該已經啞掉，但亦可能是阿箬企圖令之啞掉但失敗 | |
| 李金柱    |                      | 冷宮侍衛頭領 凌雲徹、趙九宵、張寶鐵、包圓之頭領 | |
| 張寶鐵    |                      | 冷宮侍衛 漢軍旗出身 因有錢孝敬李金柱，所以基本不用幹些又髒又累的活兒 | |
| 包 圓     |                      | 冷宮侍衛 漢軍旗出身 因有錢孝敬李金柱，所以基本不用幹些又髒又累的活兒 | |
| 徐 安     |                      | 敬事房首領太監 | |
| 小樂子    | 鍾粹宮               | 大阿哥貼身太監 | |
| 小張子    | 養心殿               | 養心殿小太監 被高晞月收買，主要為之探取高斌朝中之消息 雙喜被發落後，被亂棍打死 | |
| 小林子    | 養心殿               | 養心殿小太監 被高晞月收買，主要為之探取高斌朝中之消息 雙喜被發落後，被亂棍打死 | |

### 愛新覺羅姓氏的皇族
| 角色            | 居住宮殿                                   | 簡介 | 與史實之出入／備註 |
| 愛新覺羅·弘曆   | 寶親王府 養心殿 樂安和堂（於圓明園的居處） | 寶親王→乾隆帝 李金桂之子，鈕祜祿·甄嬛之養子 最愛水仙花 眾妃嬪之夫，城府極深 如懿初見時，形容之端穩持重之餘卻不失一段玉樹風流的翩翩濁世公子 不喜歡太后在他身邊安插妃嬪，因此將太后安插的妃嬪一一除去，或令其無孕 最後被如懿認爲其與水仙花一樣臨水自照，只愛惜自己而已 | 歷史上乾隆帝為孝聖憲皇后親子，這亦是書中兩人對外名義上的關係。 於網上與如懿合稱“青櫻紅荔”，但因其於書中負心形象為讀者不齒而被戲稱“渣龍” |
| 愛新覺羅·胤禛   |                                            | 雍正帝 先帝 烏拉那拉·柔則、烏拉那拉·宜修、鈕祜祿·甄嬛、吉太嬪、李金桂之夫 弘時、弘曆、端淑長公主、柔淑長公主之父 第一卷以其國喪為開頭 | 小說中雍正並無出現，而電視劇中則由張豐毅飾演 |
| 烏拉那拉·柔則   | 雍親王府                                   | 孝敬皇后 為景仁宮皇后之姐、先帝親王時期的嫡福晉 先帝即位前歿 詳見後宮甄嬛傳 | 歷史上孝敬憲皇后是於雍正九年去世，而非雍正登基前就去世 其妹的九年皇后生涯被歸成於她 |
| 烏拉那拉·宜修   | 景仁宮                                     | 景仁宫皇后 先帝皇后 皇太后之死敵 為如懿之姑母 如懿封妃當晚傳來如懿，問她意向打算，並要她擔起烏拉那拉氏一族的榮辱。如懿離去後當晚暴斃（第一卷） 詳見後宮甄嬛傳 | 虛構人物 或是說與其姊被結合，因為她於雍正九年被幽禁（與孝敬憲皇后去世時間相同），所以被甄嬛改成其姊當了九年皇后而去世，而宜修本人則被史書「刪去」 書中只稱「景仁宮皇后」，但電視劇官宣中直接表明其為烏拉那拉·宜修                                                                           |
| 鈕祜祿·甄嬛     | 永壽宮 壽康宮 慈寧宮                       | 熹貴妃→皇太后→崇慶皇太后 先帝熹貴妃 景仁宫皇后、吉太嬪之死敵 撫養皇帝弘曆 城府極深 看上去比其實際年齡要年輕 與皇帝明爭暗鬥，為鞏固勢力而安插妃嬪在皇帝身邊 自從端淑長公主歸來，彷彿變回了一個慈愛而溫和且無欲無求的婦人，含飴弄孫，與女兒相伴，閒逸度日 於寒香見入宮後，害怕以其受寵程度，她所出的孩子會被定為繼承人，而到期時寒部可能會蠢蠢欲動危害大清社稷，因而要如懿以藥令其不孕 後來因魏嬿婉與穎妃爭奪七公主一事對魏嬿婉失去所有好感 為端淑長公主、柔淑長公主之生母                                       | 歷史上孝聖憲皇后為乾隆帝親母，這亦是兩人對外名義上的關係 與前傳後宮甄嬛傳裡的女主角有所呼應，書中多番暗示但並無明示 電視劇官宣中直接表明其為鈕祜祿·甄嬛（歷史也無記載其名） |
| 愛新覺羅·弘時   |                                            | 先帝三阿哥 先帝齊妃親子，由景仁宫皇后撫養 因拒絕與如懿成婚而遭到如懿憎恨 喜歡並追求先帝之瑛貴人 被先帝削爵，去宗籍，逐出玉牒，最後賜死（一說病死） 詳見後宮甄嬛傳 | 小說裡弘時只出現於如懿的憶敘中，而電視劇中則由李解飾演，選董鄂氏為嫡福晉，但歷史上在康熙後期就選上。 |
| 愛新覺羅·弘晝   | 和親王府                                   | 和親王 先帝五阿哥 如懿初見時，形容之豪放不羈 據如懿母所述，曾求娶如懿之妹為側福晉 第六卷與乾隆於九州清晏下棋出場，失火後急著落荒而逃 | |
| 朧月公主        | 準噶爾 綽羅斯親王府 慈寧宮                 | 端淑長公主 皇太后之長女 性子平和，也極爽朗通透 在皇帝登基前便已遠嫁蒙古準噶爾 先為達爾扎之妻，後為達瓦齊之妻 達瓦齊降清後，因其每日耽於飲食，大吃大喝，日夜不休，致使身體極肥而看不過眼，於是請旨搬到慈寧宮 稱如㦤為皇后嫂嫂 | 虛構人物，歷史上孝聖憲皇后只生乾隆一子，並無女兒 與前傳後宮甄嬛傳裡之朧月公主有所呼應 |
| 達爾扎          | 準噶爾                                     | 準噶爾大汗 端淑長公主之夫 達瓦齊之長兄 準噶爾部大汗，為人放蕩殘暴，與端淑長公主不睦 殺死其二弟取得汗位，後被三弟達瓦齊殺死 | 歷史並未記載達爾扎妻屬何人 |
| 達瓦齊          | 準噶爾 綽羅斯親王府                        | 準噶爾大汗→綽羅斯和碩親王 端淑長公主之繼夫 達爾扎之三弟 反達爾扎後殺之並成為準噶爾部大汗，與大清為敵，後順服於大清，封親王 降清後，從此在京中與端淑長公主安穩度日，只是他不耐國中風俗又心志頹喪，每日耽於飲食，大吃大喝，日夜不休，致使身體極肥，不可靠近。 | 歷史上達瓦齊的妻子為原理親王弘皙第十二女，愛新覺羅氏 |
| 靈犀公主        | 莊親王府                                   | 柔淑長公主→固倫柔淑長公主 皇太后之幼女 雍正七年生，比璟瑟大兩年 一直交給莊親王夫婦教養 乾隆十三年三月下嫁理藩院侍郎宗正 | 虛構人物，歷史上孝聖憲皇后只生乾隆一子，並無女兒 不過歷史上與其最接近的，是莊親王允祿與嫡福晉郭絡羅氏有一女和碩端柔公主，雍正初年撫養於宮中（通常只有皇帝之女才可封為公主） |
| 愛新覺羅·永璜   | 寶親王府 延禧宮 鐘粹宮 大阿哥府            | 大阿哥→定安親王（追封） 富察·諸瑛之子，愛新覺羅·弘曆之長子 初入宮養在阿哥所，因皇后授意，眾乳母嬷嬷便苛待他 後為如懿所收養，後因如懿被打入冷宮而被皇帝下令由蘇綠筠所收養 初時因如懿調教而性格溫純沒野心，後慢慢變得有心計野心以及勢利 企圖以長子名義坐上太子之位 因金玉妍而認爲富察·琅嬅謀害毒死富察·諸瑛，並因此深恨富察·琅嬅 因海蘭設計而令其於皇后喪禮上失去立儲資格 遭皇上貶斥之後一直精神恍惚，日夜不安，病得愈發愈重 最後於如㦤懷裡悲慘死去，英年早逝 追封定安親王                                       | |
| 伊拉裡氏        | 大阿哥府 定親王府                          | 大阿哥嫡福晉→定安親王嫡福晉 出身小姓小族，因而被永璜所嫌棄 有一子綿德 | |
| 皇長女          | 寶親王府                                   | 愛新覺羅·弘曆、富察·琅嬅之長女 早夭 | |
| 愛新覺羅·永璉   | 寶親王府 長春宮 阿哥所                     | 二阿哥→端慧皇太子（追封） 富察·琅嬅之長子，愛新覺羅·弘曆之次子 身體虛弱，被皇后管教過嚴 蘇綠筠為向皇后出氣而被海蘭慫恿把永璉的被子偷換成海蘭以蘆葦花絮所制的福壽枕被，最後導致其被蘆花和棉絮活活悶死 被乾隆追封為端慧皇太子 | |
| 皇次女          | 寶親王府                                   | 富察·諸瑛之女，愛新覺羅·弘曆之次女 早夭 | |
| 愛新覺羅·璟瑟   | 長春宮 三公主府                            | 固倫和敬公主 三公主 富察·琅嬅之次女，愛新覺羅·弘曆之三女 堅強孝順，能言善辯，為人高傲 富察琅嬅唯一長大成人的子女 以嫡出公主自居，並低視所有嬪妃，不喜歡如懿 代柔淑長公主和親嫁予蒙古親王色布騰巴爾珠爾，並被允許留在京中居住 與魏嬿婉合謀令如懿后位不穩，但始終瞧不起嬿婉 後被毓瑚和如懿提醒嬿婉之心術不正，並被舅舅傅恆提醒嬿婉的野心過大 慶佑之母 | 和敬公主從其父登基已是固倫公主，而非乾隆十三年封 故事設定和敬公主出嫁於孝賢純皇后死前不久的東巡途中（乾隆十三年三月），但實質上和敬公主出嫁於乾隆十二年三月亦即其弟永琮夭折之前而非之後 和親嫁予蒙古親王是直接確定而非有選擇過                                                              |
| 博爾濟吉特·慶佑 | 三公主府                                   | 世子 愛新覺羅·璟瑟之子 富察·琅嬅、愛新覺羅·弘曆之外孫 重陽節宮宴當晚因貪玩而落水，被魏嬿婉救起，並間接令其復寵 被外祖父弘曆賜名鄂勒哲特穆爾額爾克巴拜，意為鋼鐵 | |
| 愛新覺羅·永璋   | 鐘粹宮 三阿哥府                            | 三阿哥→循郡王（追封） 蘇綠筠之長子，愛新覺羅·弘曆之三子 有野心及心計，後來心無城府，但不懂忌諱 與永璜爭奪太子之位 後因海蘭設計而令其於皇后喪禮上失去立儲資格並失寵 其側福晉於第六卷初誕有一女 因孝賢皇后喪禮一事而導致父子生疏，後來稍微好些，但後來與乾隆閒話間言語不慎，直指其母之病因寒香見進宮而被剋等，因而被乾隆轟出宮 回王府後便高燒不退、昏迷不醒，太醫說是驚懼交加、直沖心脈，恐怕時日無多 蘇綠筠死後也隨著病逝 有一側福晉完顏氏                                                                      | |
| 愛新覺羅·永珹   | 啟祥宮 履親王府                            | 四阿哥→履親王 金玉妍之長子，愛新覺羅·弘曆之四子 有段時間頗為乾隆器重，但因木蘭圍場一事後被乾隆疑心而被下令搬出皇宮，並且“無事不得入宮”，亦從此失寵 被乾隆勒令娶和碩額駙富僧額之女伊爾根覺羅氏為嫡福晉，並出繼和碩履懿親王允祹為後 | 皇子娶妻乃是成年後按照慣例之俗，而他以和碩額駙富僧額之女伊爾根覺羅氏為嫡福晉，非其父勒令娶嫡福晉 永城出繼和碩履懿親王允祹為後乃乾隆二十八年十一月的事，而非乾隆二十年。且允祹過世後才有諡號「懿」，也才有永城出繼和碩履懿親王允祹為後的事                                                   |
| 愛新覺羅·永琪   | 延禧宮 翊坤宮 榮親王府 重華宮              | 五阿哥→榮親王→榮純親王（追封） 珂里葉特·海蘭之子，愛新覺羅·弘曆之五子 天資聰敏，聰明伶俐，天真可愛，乖巧聽話 為乾隆所喜愛 多次依足海蘭所說去做從而幫到了母親達到目的 雖因在車凌一事顧及了端淑長公主的顏面而見罪於皇上，但卻因此受到皇太后喜愛 九州清晏失火，背起皇帝逃出火場 於十二阿哥永璂被恂嬪挾持時將之救出 因胡芸角而疏遠如懿，亦因常常風餐露宿騎馬射獵，房事之後又故意貪涼而得上附骨疽 在死前向如懿坦承因忌諱永璂而與如懿疏遠，怕江與彬治病時趁機下手，所以諱疾忌醫 娶總督鄂弼之女即鄂爾泰孫女西林覺羅氏 | |
| 胡芸角          | 榮親王府                                   | 五阿哥侍妾→榮親王庶福晉（芸格格）→榮親王側福晉（追冊） 田嬷嬷與前夫所生之女 田俊同母異父姊 永琪寵妾，實為魏嬿婉安插，讓永琪對如懿猜忌疏遠 因魏嬿婉而誤以為其母田嬷嬷被如懿賜死，於是甘心安插在永琪身邊以報殺母之仇 永琪死後在皇帝面前說永琪是因為如懿有不為人知的事情而疏遠之，令皇帝更疑心如懿，說完便撞牆而死 死後以側福晉之禮下葬 | 乾隆帝皇五子永琪的確有使喚女子胡氏，但並沒有追冊為側福晉 胡氏應有為五阿哥永琪生下一子一女，至少女兒活至成年出嫁 |
| 愛新覺羅·永瑢   | 鐘粹宮                                     | 六阿哥 蘇綠筠之次子，愛新覺羅·弘曆之六子 長得虎頭虎腦，十分活潑，格外招人喜愛 | |
| 愛新覺羅·璟妍   | 鐘粹宮                                     | 和碩和嘉公主 四公主 蘇綠筠之女，愛新覺羅·弘曆之四女 | 書中並無交代其婚娶死喪 |
| 愛新覺羅·永琮   | 長春宮 阿哥所                              | 七阿哥→悼敏皇子（追封） 富察·琅嬅之次子，愛新覺羅·弘曆之七子 早產，差兩日八個月時出生 出生於佛誕 因乳娘出痘也跟著出痘而染上痘疫，於四日後病夭 | |
| 愛新覺羅·永璇   | 啟祥宮 阿哥所 壽康宮                       | 八阿哥 金玉妍之次子，愛新覺羅·弘曆之八子 出生於中元鬼節 被魏嬿婉設計墮馬受傷因而廢了一條腿 金玉妍死後被交去壽康宮的太妃們照看 | 書中永璇廢了一條腿解釋了他人對其之「沉湎酒色，又有腳病。」的評價 |
| 皇九子          | 啟祥宮 阿哥所                              | 九阿哥 金玉妍之三子，愛新覺羅·弘曆之九子 天生孱弱，有風寒之症 因藥太苦不肯用藥所以難見起色，但事實上是江與彬為報復金玉妍而在藥中加了黃蓮 因老鼠推倒純貴妃送來的玉瓶，玉瓶破碎發出的巨響使其驚醒暴哭，死於阿哥所內 死後按照郡王禮下葬，並隨葬於端慧皇太子園寢 | |
| 愛新覺羅·永玥   | 儲秀宮 阿哥所                              | 十阿哥 葉赫那拉·意歡之子，愛新覺羅·弘曆之十子 生下來便是腎虛體弱，纏綿病中，與藥石為伍，最後早早夭折 死後隨葬於端慧皇太子園寢 | 十阿哥實際上活到三歲，不像小說中早早夭折，且未取名 |
| 愛新覺羅·永瑆   | 啟祥宮 壽康宮                              | 十一阿哥 金玉妍之四子，愛新覺羅·弘曆之十一子 金玉妍死後被交去壽康宮的太妃們照看 文采風流，寫得一手好書法 | 書中他於金玉妍死後被交由太妃照看，此可對他正史上為人刻薄吝嗇的評價作出解釋 |
| 愛新覺羅·永璂   | 翊坤宮 延禧宮                              | 十二阿哥 烏拉那拉·如㦤之長子，愛新覺羅·弘曆之十二子 霍碩特藍曦與情人試圖離開宮中時將之挾持，後被永琪從他們手上救出 乖巧可愛、孝順懂事，但才能庸弱不如永琪 後來被托付給海蘭、香見照顧 | |
| 愛新覺羅·璟兕   | 翊坤宮                                     | 固倫和宜公主（追封） 五公主 烏拉那拉·如㦤之女，愛新覺羅·弘曆之五女 剛出生便被皇上早早定封號為“和宜”，取其“萬事皆宜”之意 遭魏嬿婉所放之瘋狗咬傷，狂犬病發作，最終病逝 死後被破例追封為固倫和宜公主，按著固倫大長公主的喪儀，隨葬端慧皇太子園寢 | 乾隆皇五女並沒有得到任何封號及追封 |
| 皇六女          | 景陽宮                                     | 六公主 戴湄若之長女，愛新覺羅·弘曆之六女 璟兕病逝當晚七月早產而生 僅僅隔了一日，因受驚早產而先天不足去了。按著和碩公主品級的喪儀下葬，陪葬在璟兕陵墓之側 | 歷史上乾隆帝第六女四歲才去世，並非出生一日就去世 |
| 愛新覺羅·永璟   | 翊坤宮                                     | 十三阿哥→悼瑞皇子（追封） 烏拉那拉·如懿之次子，愛新覺羅·弘曆之十三子 一出生就因臍帶在頸子圍了三圈窒息而死，但實為魏嬿婉收買了田嬷嬷摀住其口而死 未出生便被取名為永璟，取玉之彩華之意 追贈為悼瑞皇子，隨葬端慧太子園寢 | 歷史上乾隆帝第十三子活了19個月才去世，並非一出生就去世 永璟未被追封為悼瑞皇子 |
| 愛新覺羅·璟妧   | 永壽宮 咸福宮 永壽宮 咸福宮                | 固倫和靜公主 七公主 魏嬿婉之長女，愛新覺羅·弘曆之七女 出生不久便由穎嬪撫養，長大後一直深信自己是穎妃之女，亦因此與魏嬿婉疏遠 厭棄魏嬿婉，認為她殺死如懿 後來嫁予蒙古親王拉旺多爾濟 | 固倫和靜公主逝於乾隆四十年正月初十，但書中略過了她逝世的事實直接跳到正月二十五，彷彿沒發生過一般。歷史上乾隆帝七公主由豫妃撫養。 |
| 愛新覺羅·永璐   | 永壽宮                                     | 十四阿哥 魏嬿婉之長子，愛新覺羅·弘曆之十四子 因先天不足，一生下來就體弱多病 最後夭折，但書中並無明確交代 | 乾隆皇十四子永璐夭折於二十五年三月十八，但書中永璐至乾隆二十六年仍未夭折 |
| 愛新覺羅·璟嫿   | 景陽宮 翊坤宮                              | 八公主 戴湄若之次女，愛新覺羅·弘曆之八女 戴湄若死後由如懿和海蘭照看 | 於第五卷出生時表明了名字為璟嫿，但到了第六卷璟嫿一名又變為九公主所用，七公主與九公主皆為魏嬿婉所生，而妧、妘兩字字體較相似，似為同母姐妹所用，而且於第六卷忻妃死時亦被稱為璟嫿，因此推測璟嫿為八公主之名（有待定論） 書中並無交代其夭折                                                     |
| 愛新覺羅·璟妘   | 永壽宮 擷芳殿                              | 和碩和恪公主 九公主 魏嬿婉之次女，愛新覺羅·弘曆之九女 魏嬿婉失言後被搬到擷芳殿由嬷嬷照看，母女一年見一次 長大後對魏嬿婉也是淡淡的 嫁一等武毅謀勇公兆惠子烏雅·札蘭泰 | 於第五卷出生時表明了其名為璟妘，但到了第六卷不知為何總以璟嫿稱之，推斷作者本來就是要給九公主取名璟嫿的，只是第五本時打錯了。但第五卷八公主與九公主分別出生時皆表明先嫿後妘，而且妧、妘兩字字體較相似，亦似為同母姐妹所用（有待定論） 電視劇裡稱璟妘。歷史上乾隆帝九公主由舒妃葉赫那拉氏撫養 |
| 愛新覺羅·永琰   | 永壽宮 擷芳殿 鐘粹宮 嘉親王府              | 十五阿哥→嘉親王 魏嬿婉之次子，愛新覺羅·弘曆之十五子 嘉慶帝 非常懂得察言觀色 魏嬿婉失言後被搬到擷芳殿由嬷嬷照看，母子一年見一次 娶嫡福晉喜塔臘氏，並封爵嘉親王 於魏嬿婉及陸纓絡死後由陳婉茵撫養 於尾聲被密立為儲 | 嘉慶帝的確於乾隆三十九年娶承恩公和爾經額女喜塔臘氏為嫡妃，但親王尊位乃乾隆五十四年所封而非乾隆三十九年 |
| 喜塔臘氏        | 嘉親王府                                   | 嘉親王嫡福晉 皇帝親定給永琰的福晉 因為並非是滿清八大姓氏，所以遭到魏嬿婉嫌棄 | |
| 愛新覺羅·永㻇   | 永壽宮                                     | 十六阿哥 魏嬿婉之三子，愛新覺羅·弘曆之十六子 夭折 | 乾隆帝的第十六子並未取名 |
| 愛新覺羅·永璘   | 永壽宮                                     | 十七阿哥 魏嬿婉之四子，愛新覺羅·弘曆之十七子 魏嬿婉失言後被搬到擷芳殿由嬷嬷照看，母子一年見一次 於魏嬿婉死後由陳婉茵撫養 | 歷史上乾隆帝十七子永璘由穎妃巴林氏撫養，而非婉妃陳氏 |
| 皇十女          | 翊坤宮                                     | 固倫和孝公主 十公主 汪芙芷之女，愛新覺羅·弘曆之十女 誕後一切封賞皆以固倫公主例，盛況如當年五公主一般 | |

### 雍正帝妃嬪
| 角色         | 居住宮殿 | 簡介 | 與史實之出入／備註 |
| 吉太嬪       | 冷宮     | 先帝吉嬪，本書原創人物 冷宮妃嬪 於廿六之齡因太后原故而被幽禁冷宫一生一世 雖打入冷宮但位號保存 雖只有三十五歲但看起上來像六七十歲 如懿初到冷宮時，已在冷宮生活八、九年。按此推算，其被打入冷宮時為雍正七到八年 對太后極其憎恨，稱呼太后為「老妖婆」 後來因太后為紙錢一事來到冷宮時試圖以刀刺殺太后失敗而被太后下令將其以麻繩吊死 | 雍正帝並無吉嬪，但有一吉常在 |
| 李金桂       | 圓明園   | 熱河行宮宮女→李太嬪（追封） 愛新覺羅·弘曆之生母 熱河行宮中容顏不佳之侍婢，出身卑微 先帝在年輕時，因為在熱河行宮誤飲鹿血，才在神智昏聵之中倉促臨幸了相貌粗陋的李金桂，並深以為恥。 生下弘曆後病逝並葬於熱河，荒草斜陽，孤墳寒煙 由於如懿向弘曆獻計而得以追尊為太嬪，從葬泰陵                                                     | 李金桂事迹为野史、小说之言。雍正帝並無李嬪，但有一李貴人                                                                                  |
| 太妃某氏     | 壽康宮   | 先帝之妃，封號不詳 故事開初出現於壽康宮 | 此角色之對白主要承接前傳《後宮甄嬛傳》電視版之欣太嬪 書中眾多先帝主位嬪妃唯有耿裕妃沒被提起過，也是這位太妃按照史實之最合適身分原型之人選 |
| 敦肅皇貴妃   |          | 先帝皇貴妃 皇帝加尊先朝眾後宮時被下令從原本的妃陵從葬泰陵 富察琅嬅口述，先朝後宮之一，漢軍旗出身 | |
| 李齊妃       |          | 先帝齊妃 先帝三阿哥弘時之母 皇帝口述，與皇太后曾有後宮之爭 富察琅嬅口述，先朝後宮之一，漢軍旗出身 | |
| 武寧妃       |          | 先帝寧嬪 如懿口述，為先朝後宮後起之秀 富察琅嬅口述，先朝後宮之一，漢軍旗出身 | |
| 劉謙妃       |          | 先帝謙嬪 如懿口述，為先朝後宮後起之秀 富察琅嬅口述，先朝後宮之一，漢軍旗出身 | |
| 宋懋嬪       |          | 先帝懋嬪 富察琅嬅口述，先朝後宮之一，漢軍旗出身 | |
| 瑛貴人       |          | 先帝瑛貴人 如懿口述，被弘時所鍾愛並追求 詳見後宮甄嬛傳 (電視劇) | 雍正帝並無瑛貴人，此人物出現自此作之前傳                                                                                                  |
| 幾位雍正后妃 |          | 在圓明園和熱河行宮伺候的貴人、常在、答應 或是侍奉過先帝的官女子，后被一律追封了太嬪。 | |
| 雍正后妃     | 冷宮     | 先帝某后妃某氏 在一座空空的殿閣裡，弔死，被侍衛拖到焚化場火化，埋了。 | |

### 王公大臣
| 角色            | 居住宮殿 | 簡介 | 與史實之出入／備註                                     |
| 張廷玉          |          | 三朝元老 暗裏明裏針對皇太后，與其作對 幫助富察琅嬅 後來因拉黨結派，被皇帝斥責，最後更被奪先帝配享太廟的嘉遇                                                                                 | 生後又配享太廟，且漢人無第二位可獲得相同待遇。         |
| 西林覺羅·鄂爾泰 |          | 三朝元老 於朝中拉黨結派，與張廷玉分庭抗禮 已去世，最後更被下令將其牌位撤出賢良祠 |                                                        |
| 富察·傅恆       |          | 軍機大臣，保和殿大學士 富察琅嬅之弟，璟瑟之舅，福靈安之父 第六章如懿斷髮後翌日登場 |                                                        |
| 富察·福靈安     |          | 和碩額駙 富察琅嬅之侄，璟瑟之表弟，傅恆之長子 第六章如懿斷髮後負責送如懿回宮 | 繼皇后被乾隆帝遣回宮中時是由其二弟福隆安護送而非福靈安 |
| 高 斌           |          | 乾隆重臣，高晞月之父 治水名臣，索綽倫·桂鐸之上司 按高晞月的說法，當年曾為端淑公主遠嫁進言（反對遠嫁） 但按皇太后的說法，當年為助成端淑公主遠嫁出了不小力（促成遠嫁）                        |                                                        |
| 烏拉那拉·那爾布 |          | 佐領，如懿之父 於如懿身在冷宮時逝世，由海蘭帶信通知如懿 |                                                        |
| 葉赫那拉·永綬   |          | 侍郎，意歡之父 意歡自焚而死後，到皇帝處請罪（女兒自戕之罪） |                                                        |
| 索綽倫·桂鐸     |          | 准陰知縣，阿箬之父，鑲紅旗包衣出身 治水有道，由皇帝下令而著有《治水要折》一書 高斌之下屬 曾撥錢給小福子，亦即小祿子之弟                                                                     |                                                        |
| 烏雅·兆惠       |          | 定邊將軍 出征寒部凱旋時把寒香見帶回宮中 |                                                        |
| 黃太傅          |          | 永璜尚書房太傅 |                                                        |
| 陳太傅          |          | 大學士 富察瑯嬅安排之人 永璉上尚書房第一天，由富察瑯嬅一同帶至尚書房 與柏太傅欺負永璜，不停以永璉過失之責任加在永璜身上 說過永璉再不聽話，就要把永璜關進黑屋子敗火 曾不小心口快稱永璉為太子 |                                                        |
| 柏太傅          |          | 大學士 富察瑯嬅安排之人 永璉上尚書房第一天，由富察瑯嬅一同帶至尚書房 與陳太傅欺負永璜，不停以永璉過失之責任加在永璜身上                                                                     |                                                        |

### 其他
| 角色          | 居住宮殿 | 簡介 | 與史實之出入／備註                                      |
| 那爾布夫人    |          | 一品誥命夫人 如懿之母、那爾布正妻 曾入宮探望如懿，並把妹妹追求者眾多等家事告訴如懿 |                                                         |
| 魏楊氏        |          | 魏夫人 魏嬿婉、魏佐祿之母 寵愛兒子，對女兒頗為勢利 為人比較張狂和不知收斂 最後遭魏嬿婉嫁禍陷害十三阿哥之事，亦為保魏佐祿前程而甘心為之頂罪 最終被乾隆賜死 |                                                         |
| 魏佐祿        |          | 魏嬿婉之弟 不思上進，自稱國舅在宮外橫行霸道 很得魏夫人寵愛 因十三阿哥一事，被抓進宮裡審問 魏夫人臨死前嬿婉答應會好好護著他 因魏夫人之死深恨魏嬿婉 |                                                         |
| 田俊          |          | 九品修武校尉 田嬤嬤之子，胡芸角同母異父之弟 先祖為隨清入關的包衣，鑲黃旗出身 因母親為其捐官而當上個九品芝麻官 如懿懷著十三阿哥、乾隆萬壽節時，曾經因宵禁后酒醉鬧事下獄，並被打了四十大板，扔進了牢里 關了幾個月後又神不知鬼不覺地放了出來 海蘭被打進慎刑司後不久被人用刀刃所殺橫屍家中，他的屍身身邊發現一枚屬於海蘭的金絲鐲 一直也認為海蘭是害死母親的人，並於與胡芸角的家書中經常提起，亦令胡芸角認為海蘭如懿害死其母親 |                                                         |
| 珂里葉特·札齊 |          | 海蘭遠房侄子 萬壽節當日與其他朋友把田俊灌醉，導致其於宵禁后酒醉鬧事並下獄 田俊入獄后打著海蘭親戚的名義特意讓衙門看管得格外嚴厲，令田俊也吃了不少苦頭。但到了後來，也是他通融了官府放出田俊 海蘭因他而備受謀害十三阿哥之嫌疑 後來於田俊死後招供聲稱自己受海蘭指使殺了田俊，並說出海蘭以田俊要脅田嬤嬤謀害十三阿哥令海蘭身陷慎刑司                                                                                          |                                                         |
| 寒岐          |          | 寒香見之未婚夫兼情人，比她大三歲 於狼群裏救下寒香見，並與狼搏鬥 野心勃勃，反抗大清，導致生靈塗炭 被兆惠所討伐，寒香見於一堆堆屍體找到他時他已失去一隻手臂，兵敗身亡 深愛寒香見，答應自己擺脫大清之日便是娶香見之時 | 清史並無寒岐一人，此為作者虛構角色 其歷史原型應為小和卓 |
| 寒阿提        |          | 寒部台吉 寒香見之父 不喜寒岐，並因此把他與寒香見之婚約不停延遲 寒岐戰敗後把女兒送到宮裏，後來更送家書要寒香見侍奉宮中以保族人性命 |                                                         |
| 安吉波桑      |          | 宮裡請的喇嘛大師，遭金玉妍指控和如懿有染 |                                                         |

## 改编作品

### 小说
後宫·如懿传典藏版
后宮‧如懿傳影視修訂版

## 差異
- 小說中是如懿去世後由汪氏扳倒魏氏，但電視劇中是如懿生前被扳倒魏氏，另外電視劇額外出現了如懿製作的經幡，寫著被魏氏害的人。
- 小說開始為乾隆初年，電視劇為雍正中期，結尾為乾隆五十九年（1794年），但電視劇為嘉慶四年（1799年）。
- 小說有一部分人物在電視劇未出現（汪氏和十公主），而電視劇也有一部份人物在小說中沒有出現（為承接前作的《後宮甄嬛傳》電視版如蘇培盛、劉統勳）。
- 電視劇中一部份憶敘人物也有出現如弘時、雍正帝。